# Список кораблів Імперських ВМС Німецької імперії

Кормовий прапор кораблів імператорських ВМС Німеччини 1903—1919

Список кораблів Імператорських ВМС Німецької імперії включає усі кораблі німецької Кайзерліхмаріне з часу створення Німецької імперії 1871 до її розпуску 1919 року. Більшість кораблів, що була закладена у 1918—1919 роках не була прийнята до складу флоту, чи добудована.

## Історія
Впродовж свого існування Кайзерліхмаріне пережила декілька значних модернізацій через стрімкий розвиток військової техніки на межі ХІХ-ХХ ст. Структура флоту змінювалась з будівництвом нових класів кораблів, що приходили на зміну застарілим. Деякий час поряд з паровими машинами ще використовували вітрильне оснащення. До 1870-х років з вітрильних корветів розвинулись нові класи кораблів: палубні корвети (нім. Glattdeckskorvetten) з розміщенням гармат на верхній палубі (крейсер-корвети 1884–1893) і криті корвети (нім. Gedeckte Korvette) (1858–1884), у яких над гарматною палубою проходила верхня палуба (нім. Oberdeck) з розміщеними на носі і кормі невеликими гарматами (нім. Jagdkanonen).
З двопалубних фрегатів розвинулись панцирні фрегати, що використовувались для супроводу конвоїв, дезорганізації ворожого торговельного флоту. Поступово нівелювалась різниця поміж ними і крейсер-фрегатами (нім. Kreuzerfregatte) водотоннажністю 2500—4600 т, чий клас розвинули 1884 на основі критих корветів. З розвитком крейсерів клас фрегатів зник з флоту, коли 1897 панцирні фрегати перекваліфікували у Великі крейсери (нім. Großen Kreuzer). З 1893 крейсер-фрегати та крейсер-корвети були перекваліфіковані у крейсери, які були поділені на 4 класи. До 4 і 3 класу віднесли незахищені крейсери (нім. Ungeschützter Kreuzer), що не мали панцирного захисту і які з 1900 використовували у колоніях, використовували як навчальні чи вивели зі складу флоту. З 1880 почали будувати бронепалубні крейсери (нім. Geschützter Kreuzer) водотоннажністю 2.500—7.000 т. З 1900 був введений поділ на Великі бронепалубні крейсери (нім. Große Geschützte Kreuzer) (понад 5.000 т) і малі бронепалубні крейсери (нім. Kleine Geschützte Kreuzer). З 1899 поряд з великими крейсерами ввели клас малих крейсерів (нім. Kleiner Kreuzer) водотоннажністю до 5500 т.
З 1860-х років розпочався процес захисту дерев'яних, згодом металевих корпусів кораблів панцирними листами, що привело до розвитку панцирних фрегатів, панцирних корветів (нім. Panzerkorvetten) (1877), панцирних крейсерів (нім. Panzerkreuzer) (1896), баштових панцерників (нім. Panzerschiff) (1890). На їхній базі 1889 заклали перші панцерники берегової оборони класу Siegfried та 1891 пре-дредноутні лінійні кораблі (нім. Einheitslinienschiff) класу Brandenburg. З 1908 почали будувати модерні лінкори-дредноути класу Nassau і 1909 лінійний крейсер SMS Von der Tann.
Кораблі імператорських флоту позначалися як SMS (нім. Seiner Majestät Schiff - корабель Його величності) іщо було подібним на традицію британського флоту HMS (корабель Його / Її Величності)

## Панцирнікораблі
- SMS Arminius (1864)
- SMS Prinz Adalbert (1865)
- SMS Kronprinz (1867)

SMS Friedrich Carl (1867)
- SMS König Wilhelm[en] (1868)

SMS Hansa (1872)
- Клас Preussen[en] (6.800 т)

SMS Preussen (1873)
SMS Friedrich der Grosse (1874)
SMS Grosser Kurfürst (1875)
- - Клас Kaiser-class ironclad[en] (7.319 т, 8 x 260-мм)

SMS Kaiser (1874)
SMS Deutschland (1874)

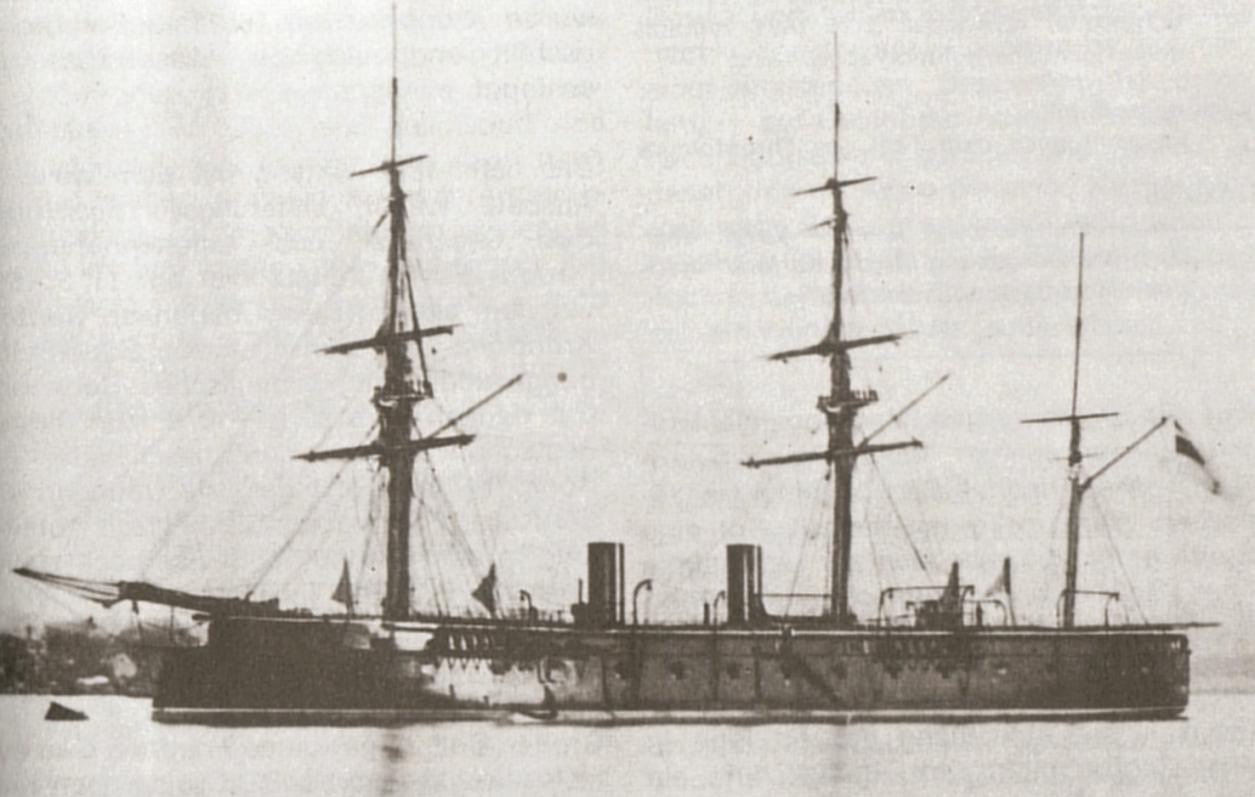
SMS Kronprinz. 1876

SMS Baden. 1902

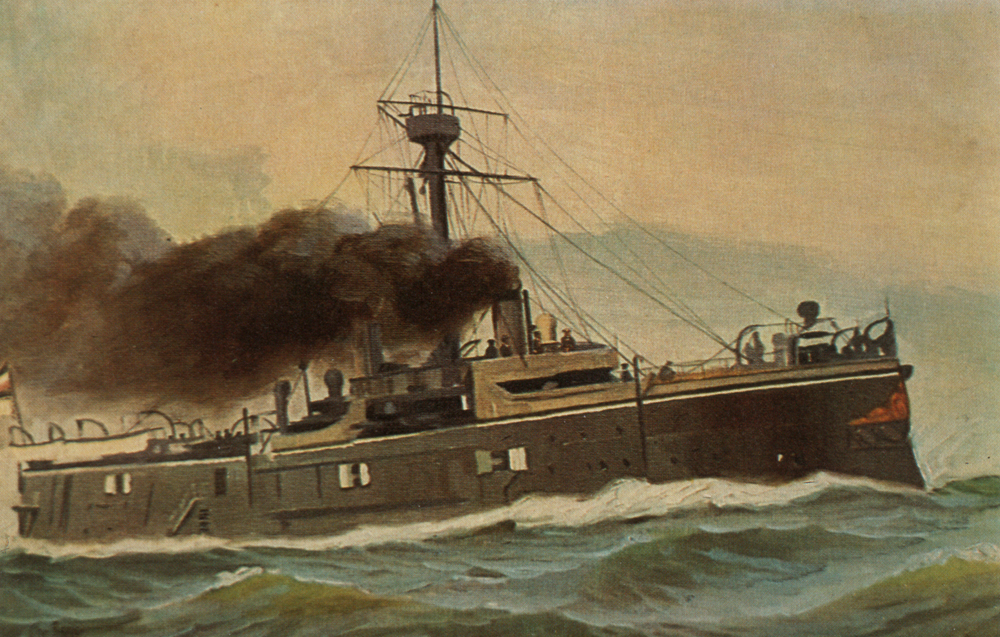
SMS Oldenburg. 1884

- - Клас Sachsen (7.800 т, 6 x 260-мм)
- SMS Sachsen[en] (1877)

SMS Bayern (1878)
SMS Württemberg (1878)
SMS Baden (1880)
- - Клас Oldenburg (5.250 т, 8 x 240-мм)

SMS Oldenburg (1884)

## Панцерники берегової оборони

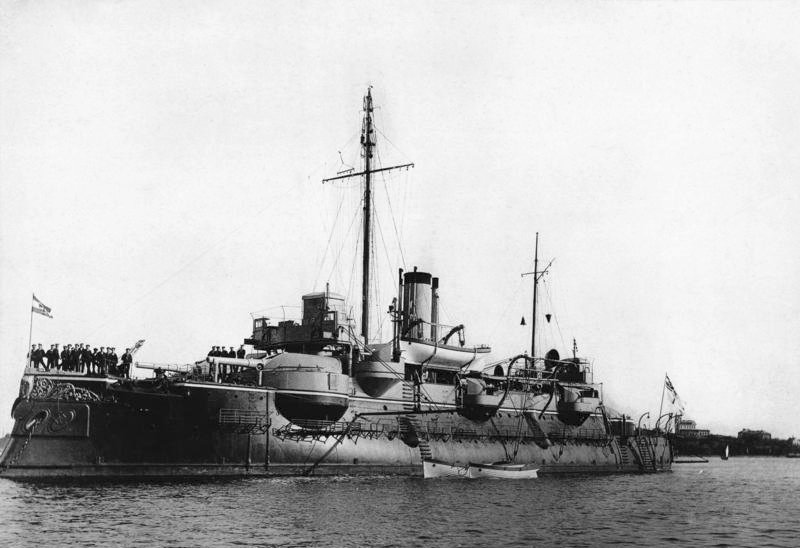
SMS Beowulf. 1905

- Клас Siegfried (3.700 т, 3 x 240-мм)
- SMS Siegfried[en] (1889)
- SMS Beowulf[en] (1890)
- SMS Frithjof[en] (1892)
- SMS Heimdall[en] (1892)
- SMS Hildebrand[en] (1892)
- SMS Hagen[en] (1893)
  - Клас «Одін» (4.250 т, 3 x 240-мм)
- SMS Odin[en] (1894)
- SMS Ägir (1895)

## Лінійні кораблі

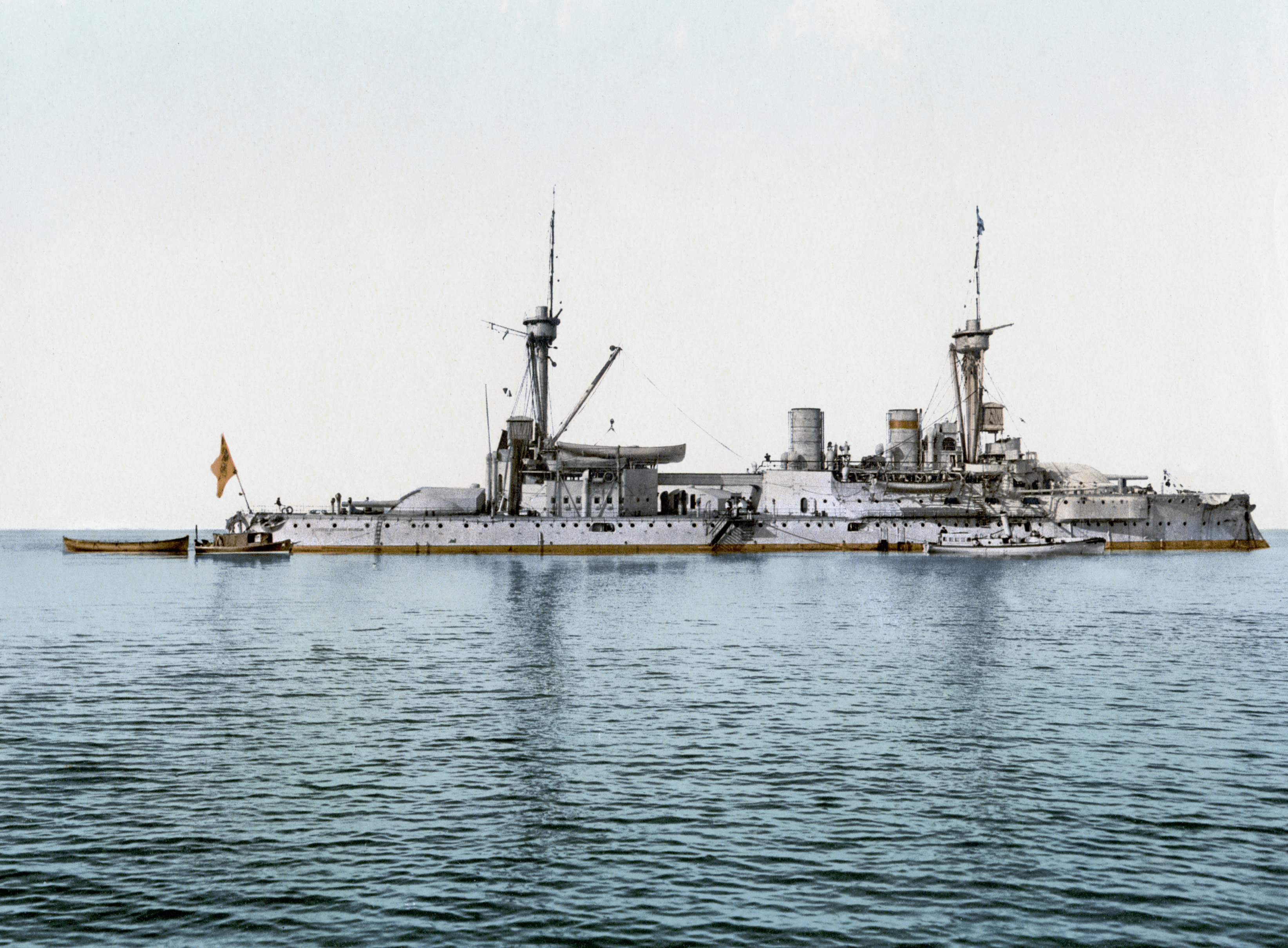
SMS Kurfürst Friedrich Wilhelm. 1900

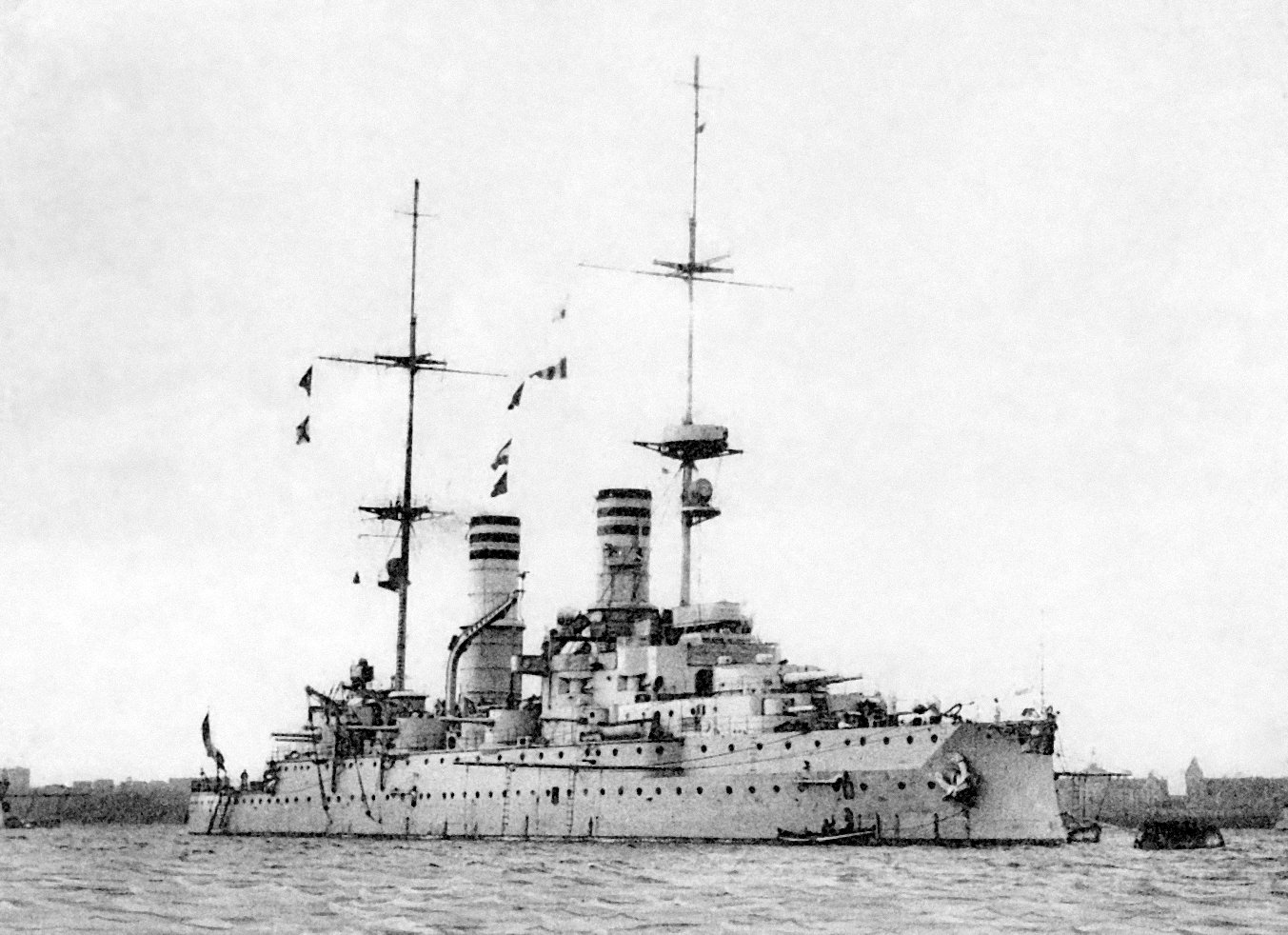
SMS Kaiser Barbarossa. 1914

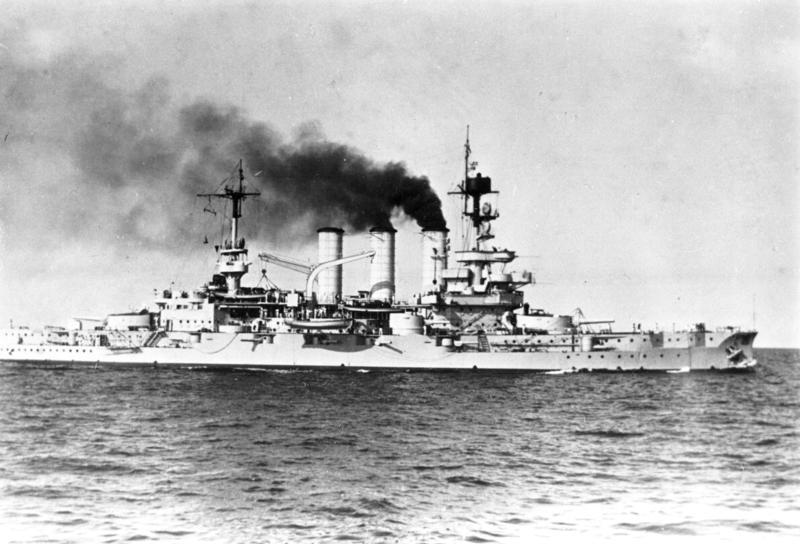
SMS Hessen. 1926

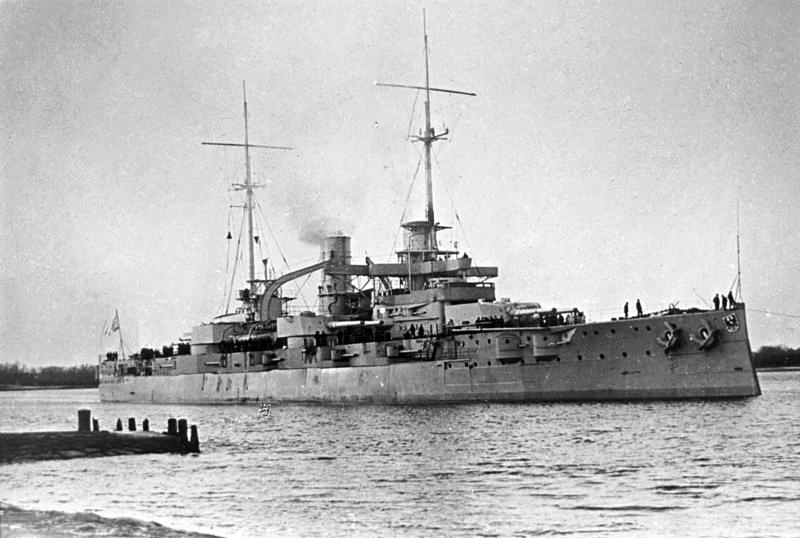
SMS Rheinland. 1910

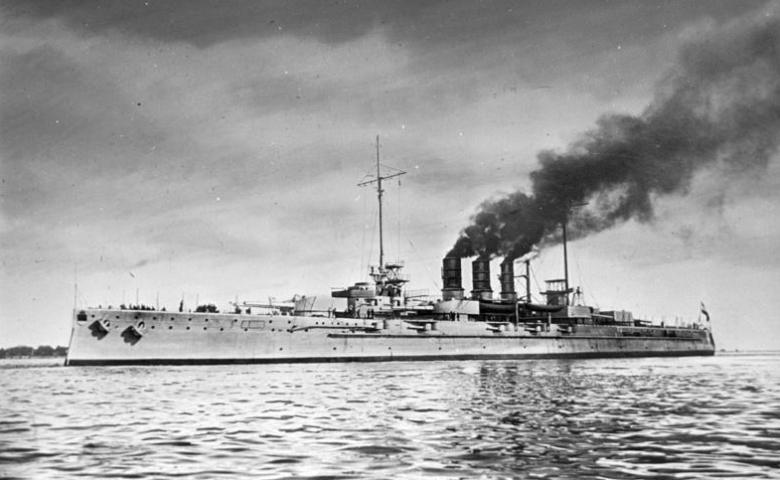
SMS Helgoland. 1911

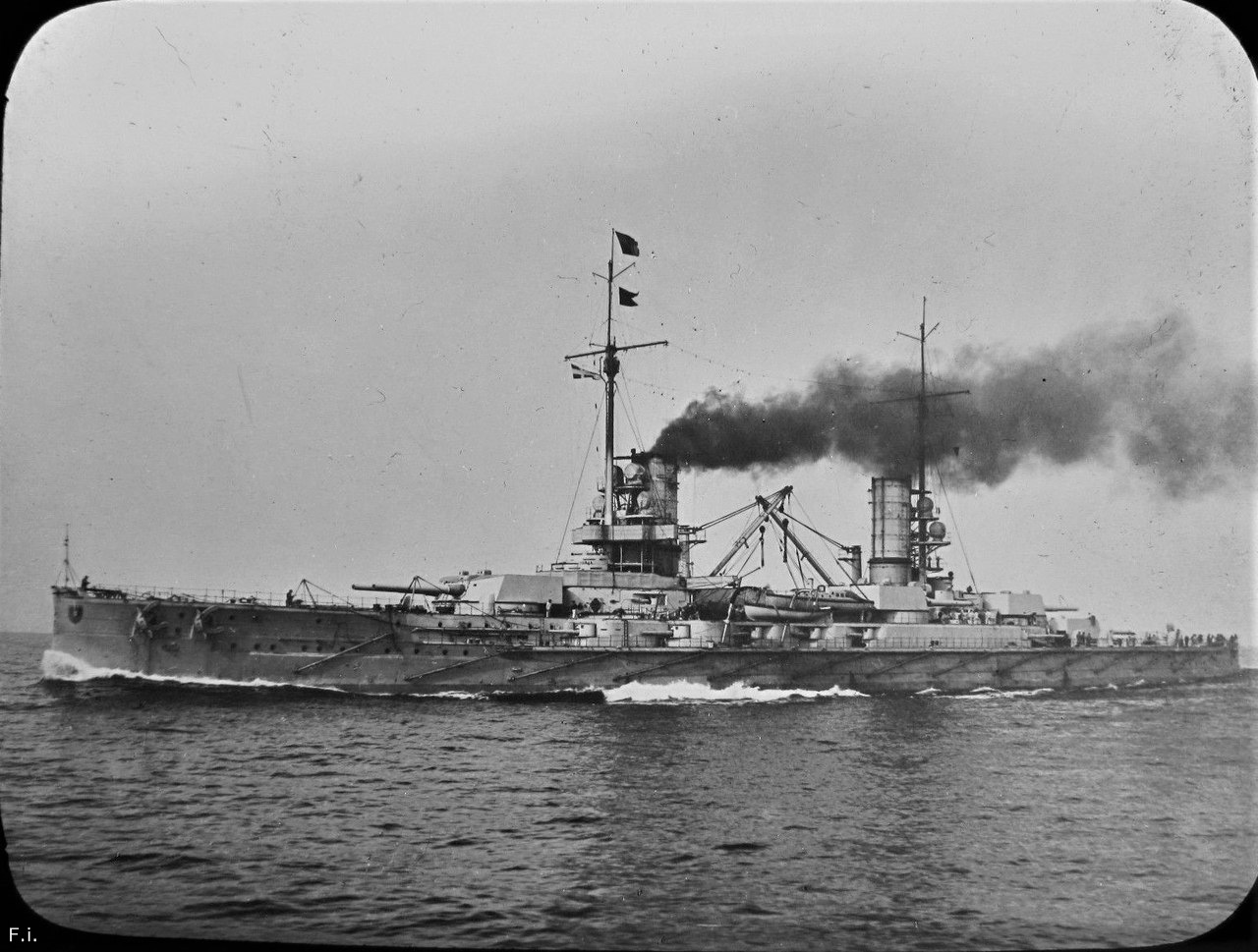
SMS Kaiser. 1913

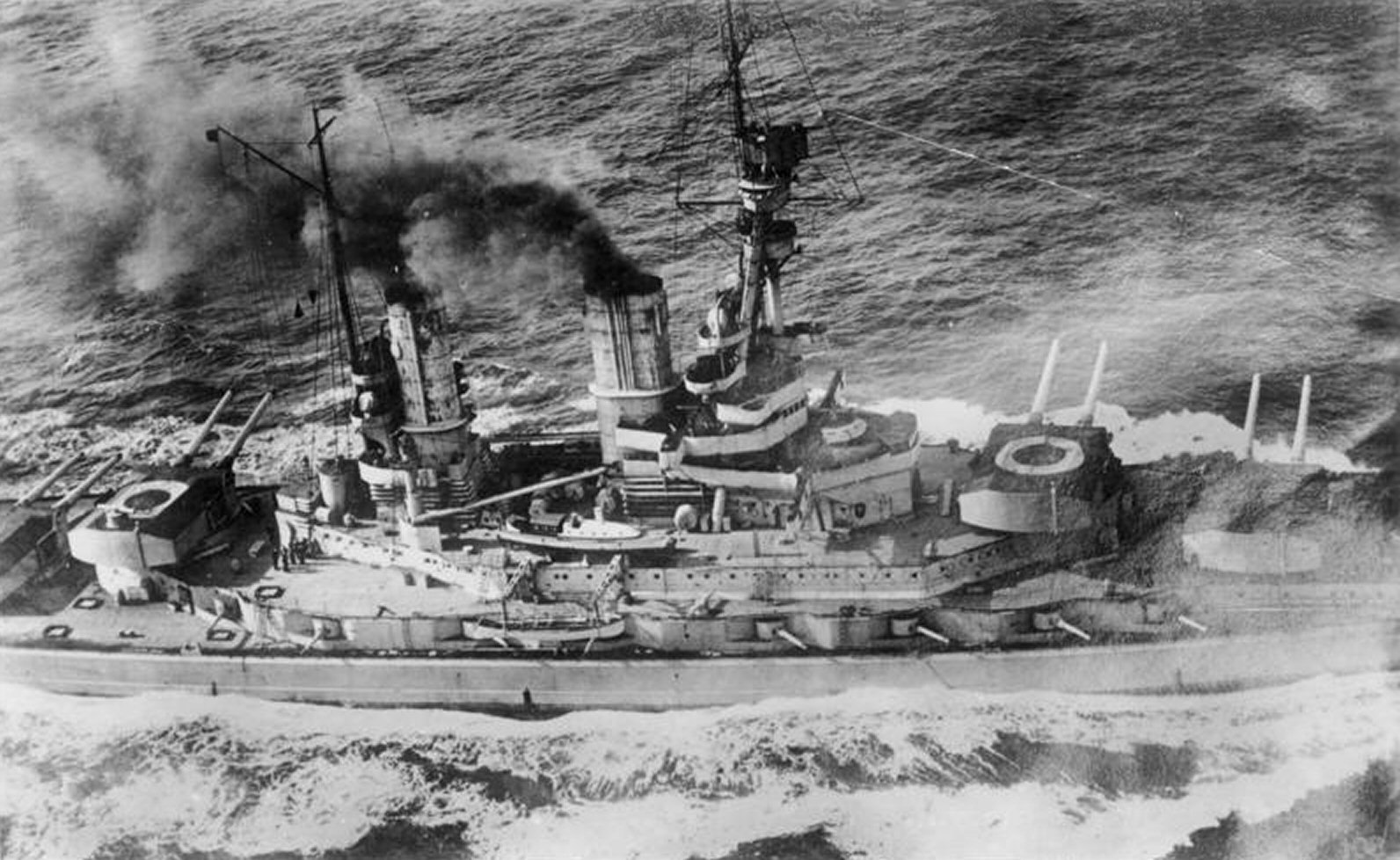
SMS Baden. 1916

- - «Бранденбург» (10.500 т, 6 x 280-мм)
- SMS Kurfürst Friedrich Wilhelm[en] (1891)
- SMS Brandenburg[en] (1891)
- SMS Weissenburg[en] (1891)
- SMS Wörth[en] (1892)
  - Клас «Кайзер Фрідріх III» (11.600 т, 4 x 240-мм)
- SMS Kaiser Friedrich III[en] (1896)
- SMS Kaiser Wilhelm II[en] (1897)
- SMS Kaiser Wilhelm der Grosse[en] (1899)
- SMS Kaiser Karl der Grosse[en] (1899)
- SMS Kaiser Barbarossa[en] (1900)
- Клас Wittelsbach (12.000 т, 4 x 240-мм)
- SMS Wittelsbach (1900)
- SMS Wettin (1900)
- SMS Zähringen (1901)
- SMS Schwaben (1901)
- SMS Mecklenburg (1901)
- Клас Braunschweig (13.000 т, 4 x 280-мм)
- SMS Braunschweig[en] (1901)
- SMS Elsass (1903)
- SMS Hessen[en] (1903)

SMS Preussen (1903)
- SMS Lothringen[en] (1904)
  - Клас Deutschland (13.000 т, 4 x 280-мм)

SMS Deutschland (1904)
- SMS Hannover[en] (1905)
- SMS Pommern[en] (1905)
- SMS Schlesien (1906)
- SMS Schleswig-Holstein (1906)
  - Клас Nassau (19.000 т, 12 x 280-мм)
- SMS Nassau (1908)
- SMS Posen (1908)
- SMS Rheinland (1908)
- SMS Westfalen (1908)
  - Клас Helgoland (23.000 т, 12 x 305-мм)
- SMS Helgoland[en] (1909)
- SMS Ostfriesland (1909)
- SMS Thüringen (1909)
- SMS Oldenburg (1910)
  - Клас Kaiser (25.000 т, 10 x 305-мм)

SMS Kaiser (1911)
- SMS Kaiserin[en] (1911)
- SMS Prinzregent Luitpold[en] (1911)

SMS Friedrich der Grosse (1911)
- SMS König Albert[en] (1912)
  - Клас König (26.000 т, 10 x 305-мм)
- SMS König[en] (1913)

«Гроссе Кюрфюст» (1913)
- SMS Markgraf[en] (1913)
- SMS Kronprinz[en] (1913)
  - Клас «Баєрн» (29.000-32.000 т, 8 x 380-мм)
- SMS Bayern[en] (1915)
- SMS Baden[en] (1915)

SMS Württemberg (1915)
SMS Sachsen (1916)
- Клас L 20[en] (43.800-48.700 т, 8 x 420-мм)

## Лінійні крейсери

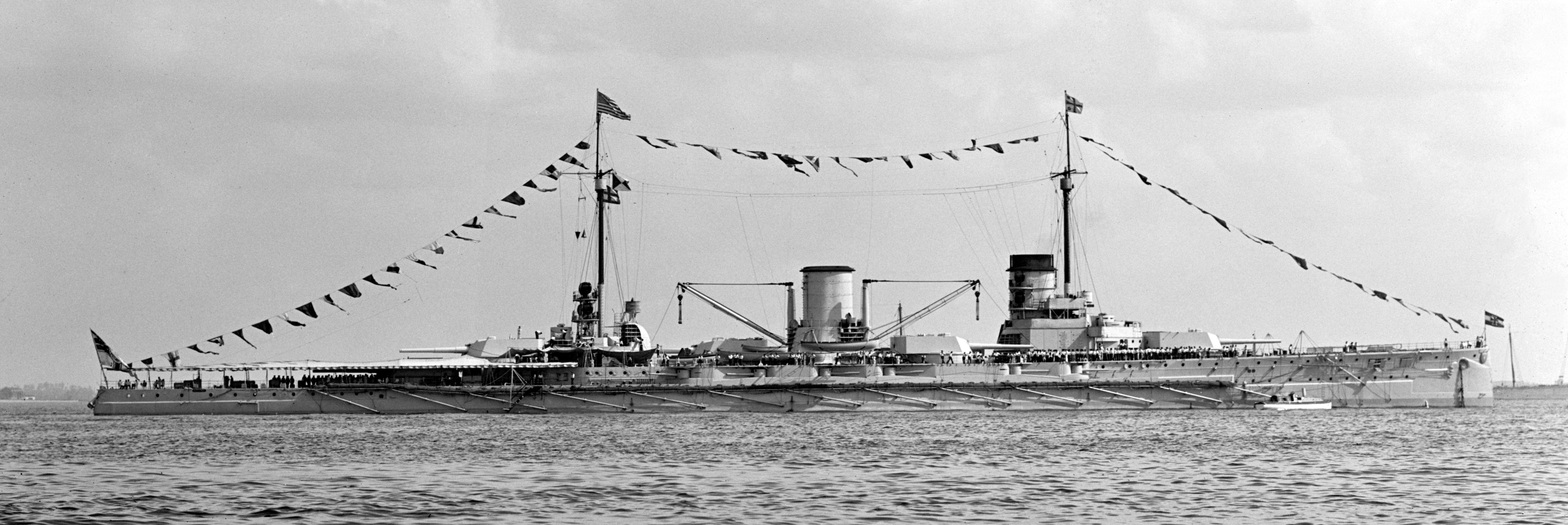
SMS Moltke. 1912

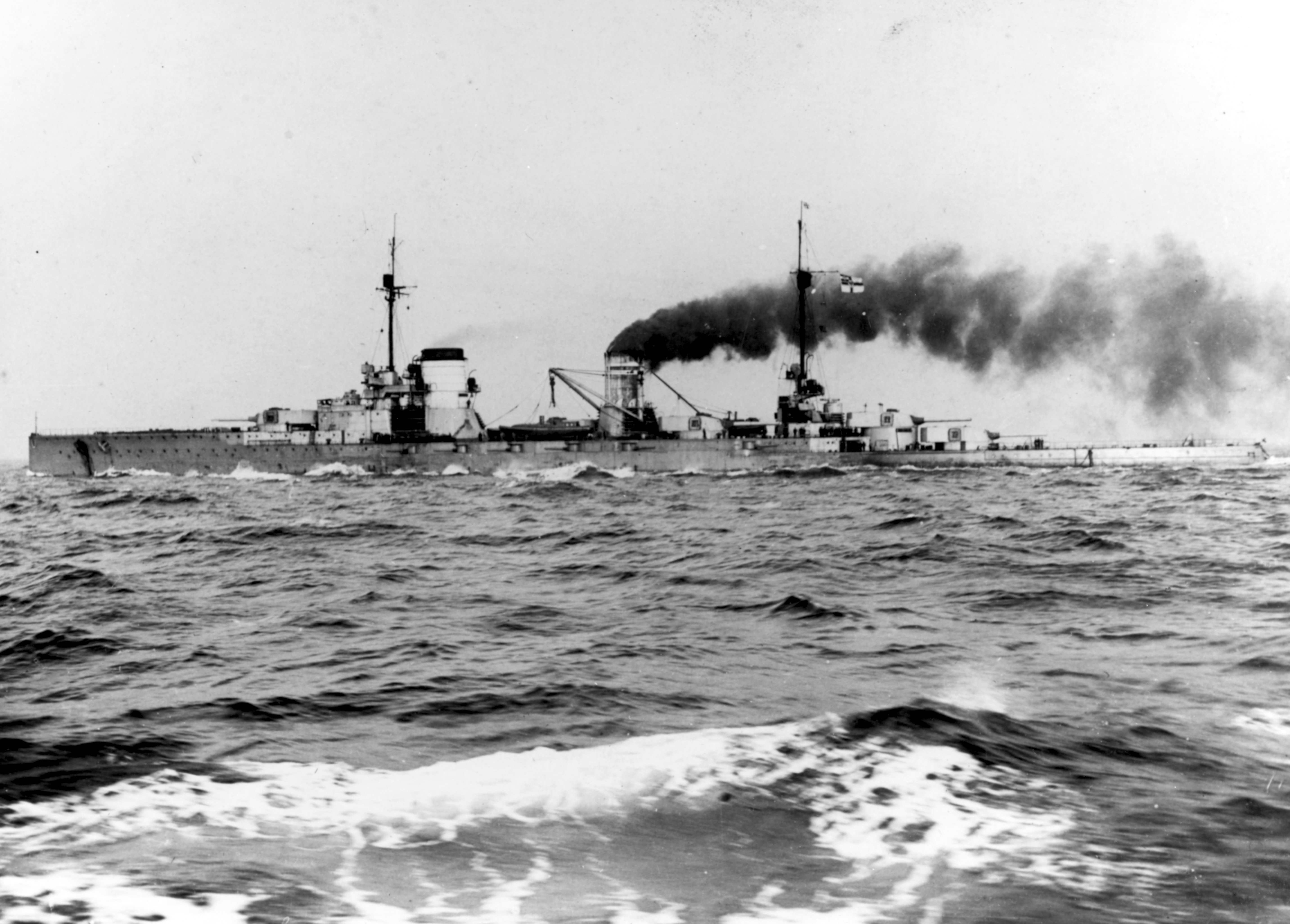
SMS Seydlitz. 1919

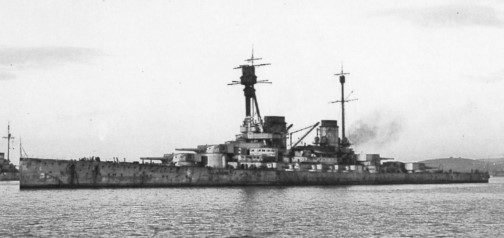
SMS Hindenburg. 1919

- - SMS Von der Tann (19.400 т, 8 x 280-мм) (1909)
  - Клас Moltke (23.000 т, 10 x 280-мм)
- SMS Moltke (1910)
- SMS Goeben (1911)
  - SMS Seydlitz (25.000 т, 10 x 280-мм) (1912)
  - Клас Derfflinger (27.000 т, 8 x 305-мм)
- SMS Derfflinger[en] (1913)
- SMS Lützow (1913)
- SMS Hindenburg (1915)
  - Клас Mackensen (35.000 т, 8 x 350-мм)
- SMS Mackensen (не введений)
- SMS Graf Spee (не введений)
- SMS Prinz Eitel Friedrich (не введений)
- SMS Fürst Bismarck (не введений)
  - Клас Ersatz Yorck[en] (38.000 т, 8 x 380-мм)
- SMS Ersatz Yorck (не введений)
- SMS Ersatz Gneisenau (не закладений)
- SMS Ersatz Scharnhorst (не закладений)

## Крейсери

### Бронепалубні крейсери

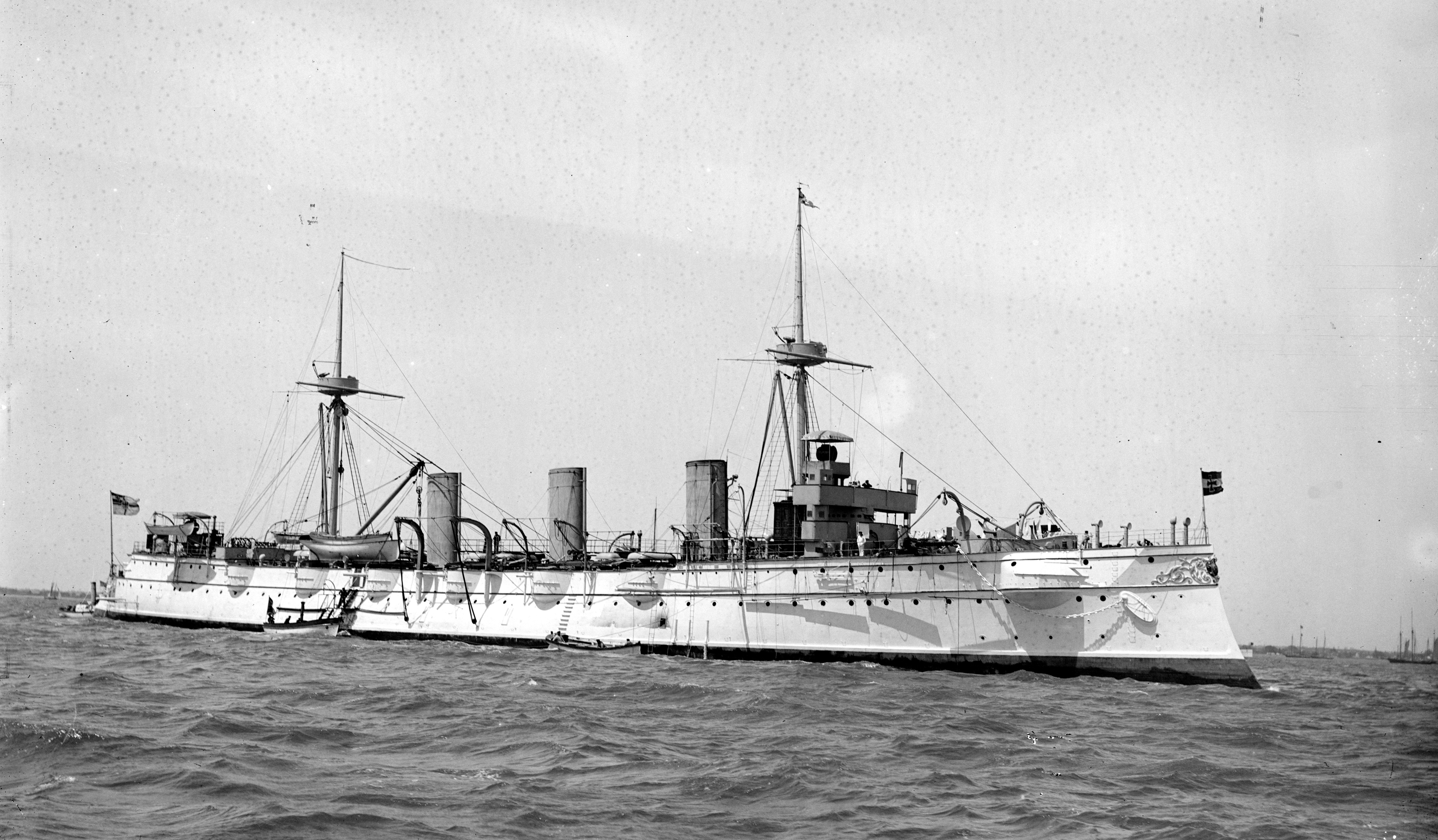
SMS Kaiserin Augusta. 1893

SMS Victoria Louise. 1902

- Клас Irene[en] • (5.000 т, 14 x 150-мм)
- SMS Irene[en]
- SMS Prinzess Wilhelm[en]
  - Клас Kaiserin Augusta (6.000 т, 4 x 150-мм, 8 x 105-мм)
- SMS Kaiserin Augusta[en] (1892)
- Клас Victoria Louise[en] (5.700 т, 2 x 210-мм, 8 x 150-мм)
- SMS Victoria Louise[en] (1897)
- SMS Hertha[en] (1897)
- «Фрейя»SMS Freya[en] (1897)

SMS Vineta (1897)
SMS Hansa (1898)

### Панцерні крейсери

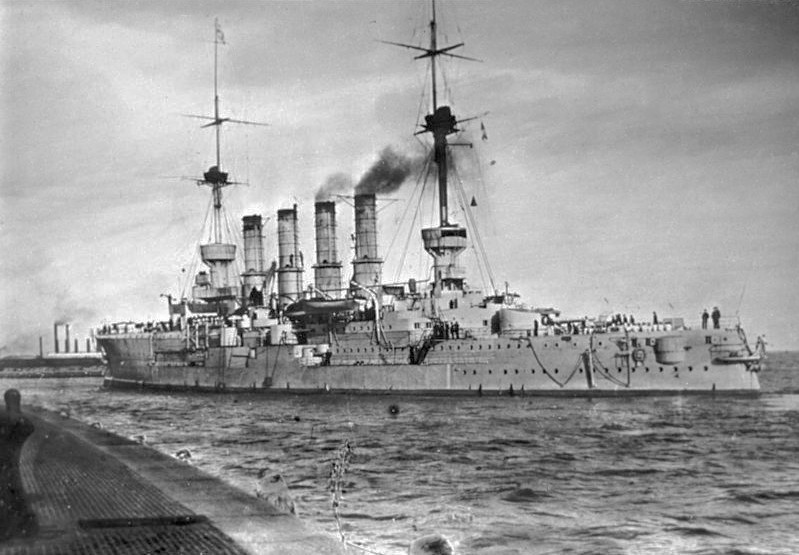
SMS Roon. 1908

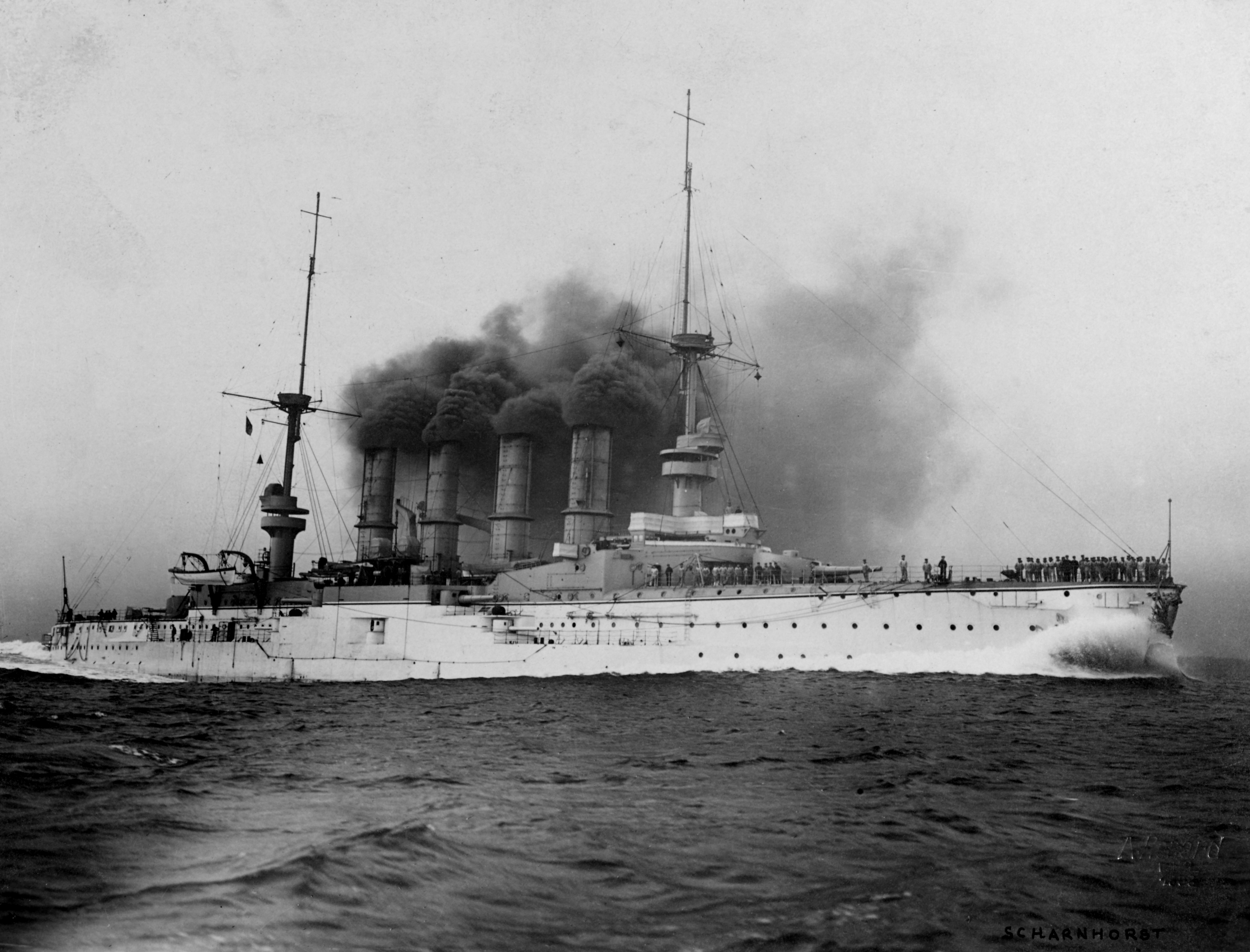
SMS Scharnhorst. 1907

- - Клас Fürst Bismarck (10.700 т, 4 x 240-мм, 12 x 150-мм)

SMS Fürst Bismarck (1897)
- - Клас Prinz Heinrich (9.000 т, 2 x 240-мм)
- SMS Prinz Heinrich[en] (1900)
  - Клас Prinz Adalbert (9.000 т, 4 x 210-мм)

SMS Prinz Adalbert (1901)
- SMS Friedrich Carl (1901)
- Клас Roon[en] (10.000 т, 4 x 210-мм)
- SMS Roon[en] (1903)
- SMS Yorck[en] (1904)
- Клас Scharnhorst (11.600 т, 8 x 210-мм)
- SMS Scharnhorst (1906)
- SMS Gneisenau (1906)
  - Клас Blücher (15.800 т, 12 x 210-мм)
- SMS Blücher[en] (1908)

### Незахищені крейсери

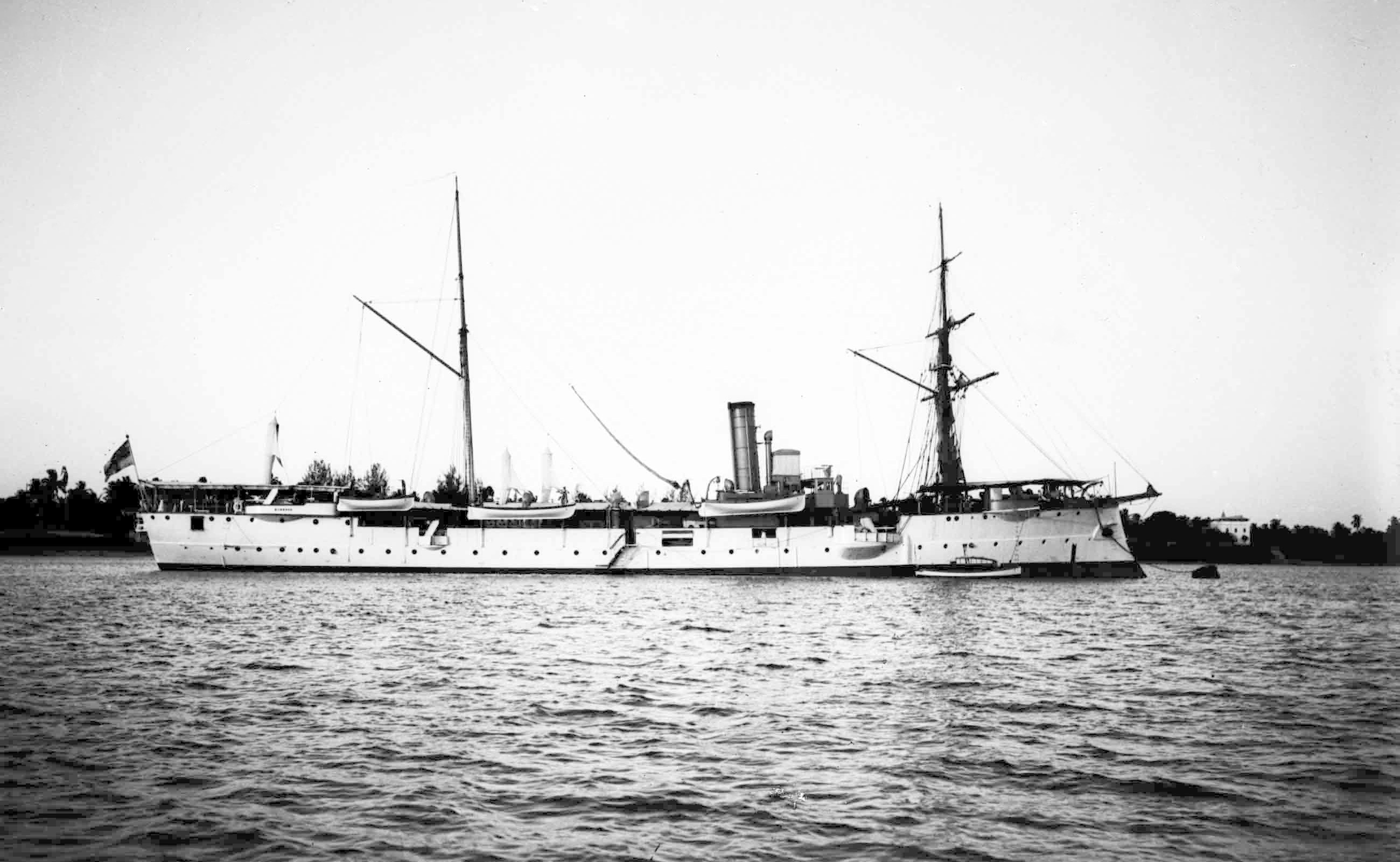
SMS Bussard. 1910

- - Клас «Швальбе» (1.359 т, 8 x 105-мм)
- SMS Schwalbe[en] (1887)
- SMS Sperber[en] (1888)
- Клас Bussard[en] (1.650 т, 8 x 105-мм)
- SMS Bussard[en] (1890)
- SMS Falke[en] (1891)
- SMS Seeadler[en] (1892)

SMS Cormoran (1892)
- SMS Condor[en] (1892)
- SMS Geier[en] (1894)
  - Клас Gefion (3.700 т, 10 x 105-мм)
- SMS Gefion[en] (1893)

### Малі крейсери

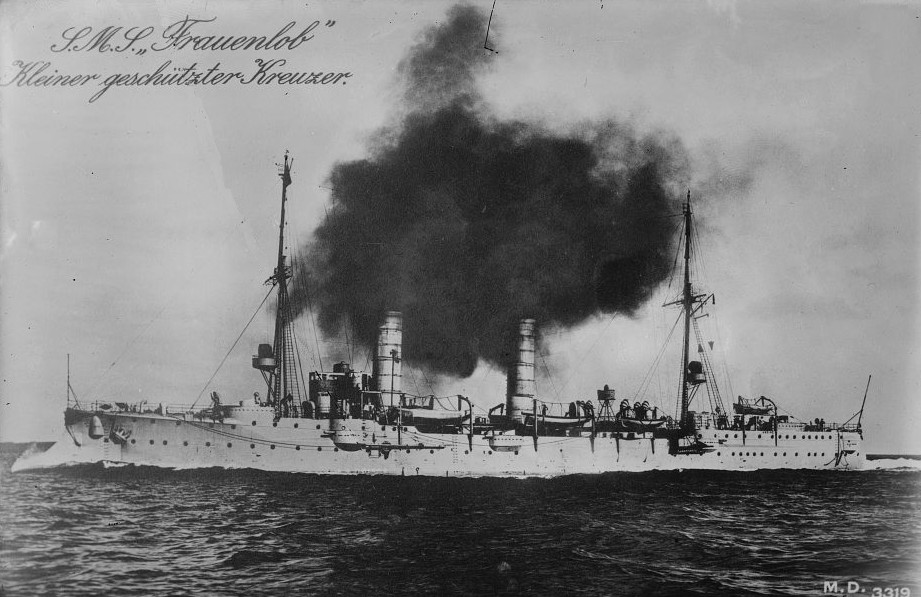
SMS Frauenlob. 1908

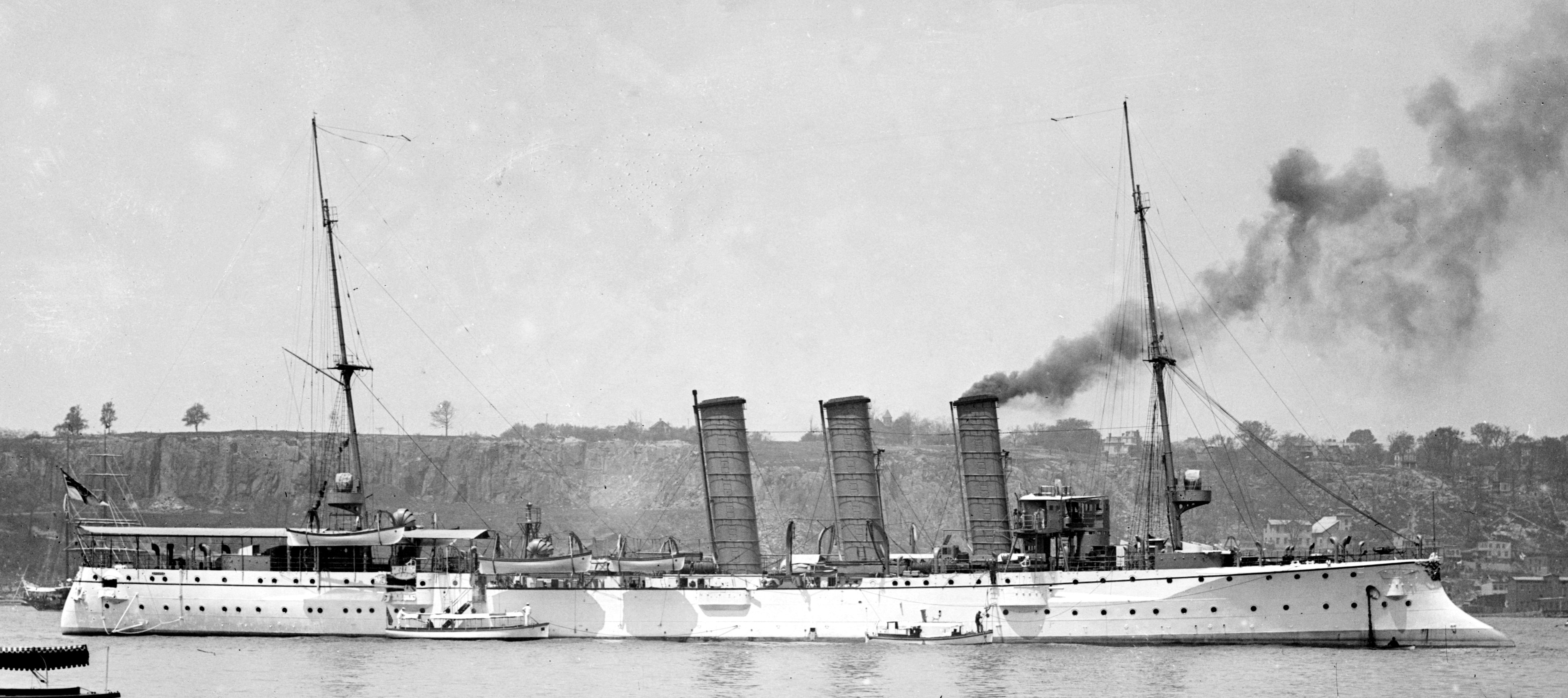
SMS Bremen

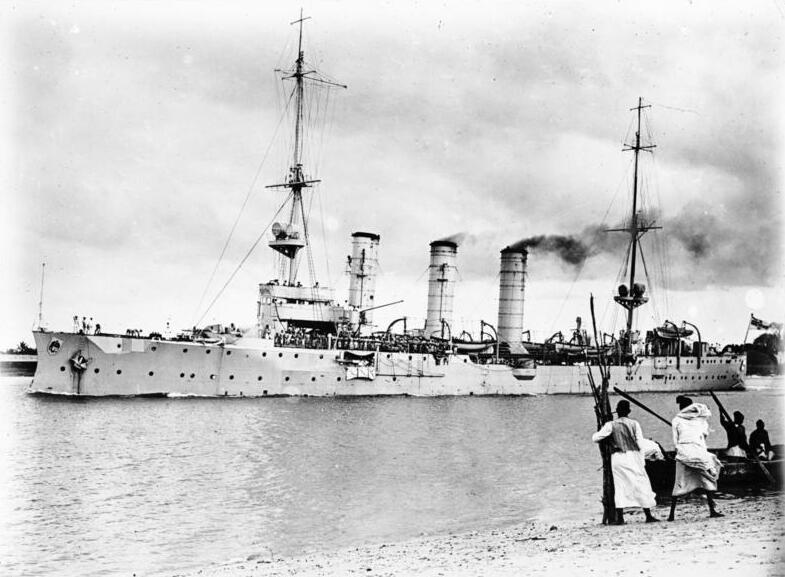
SMS Königsberg. 1914

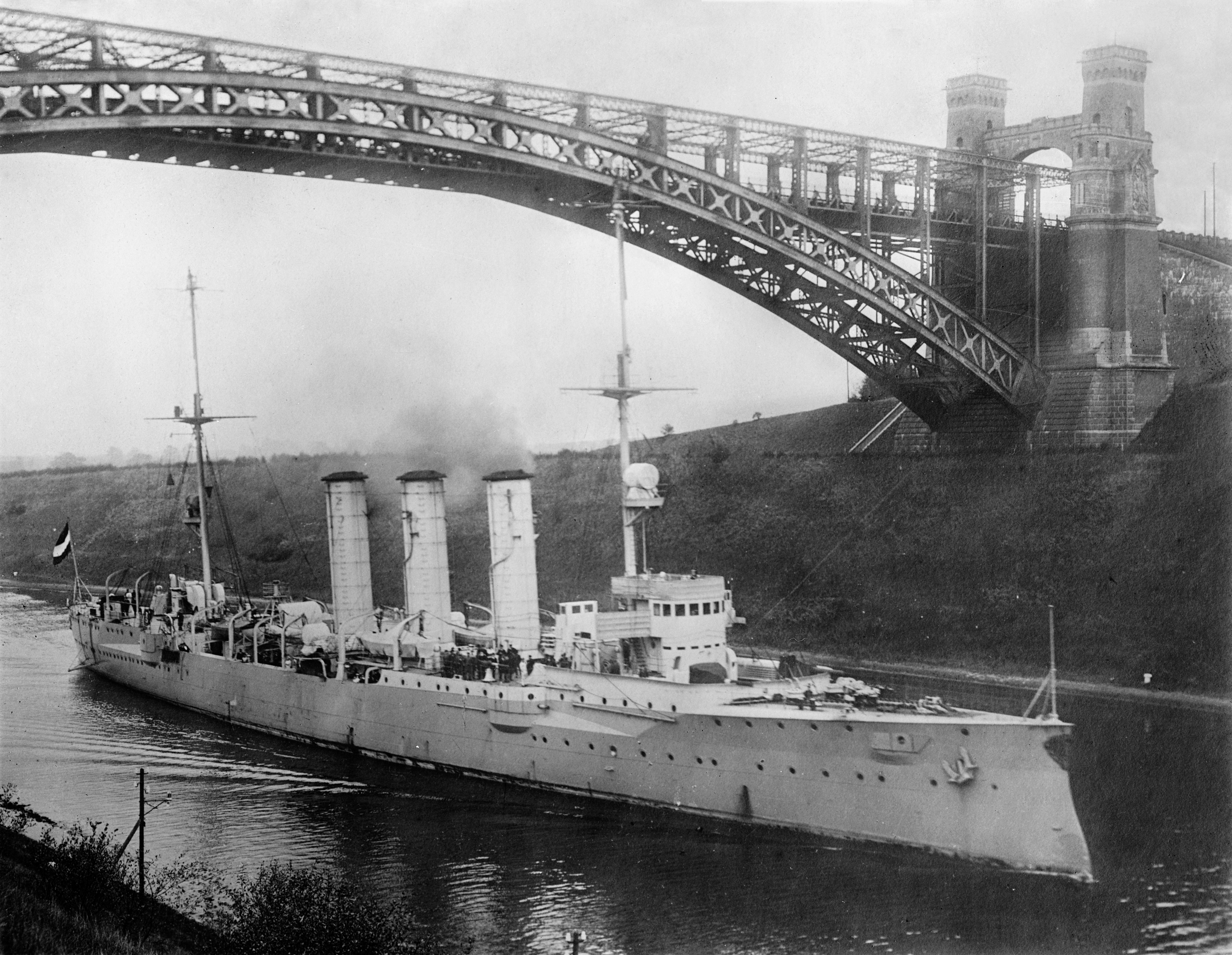
SMS Dresden. 1908

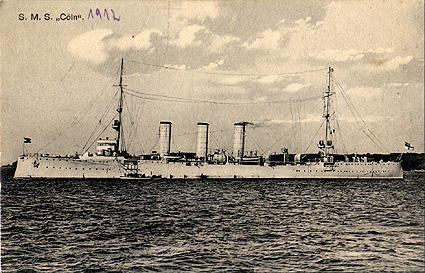
SMS Cöln. 1912

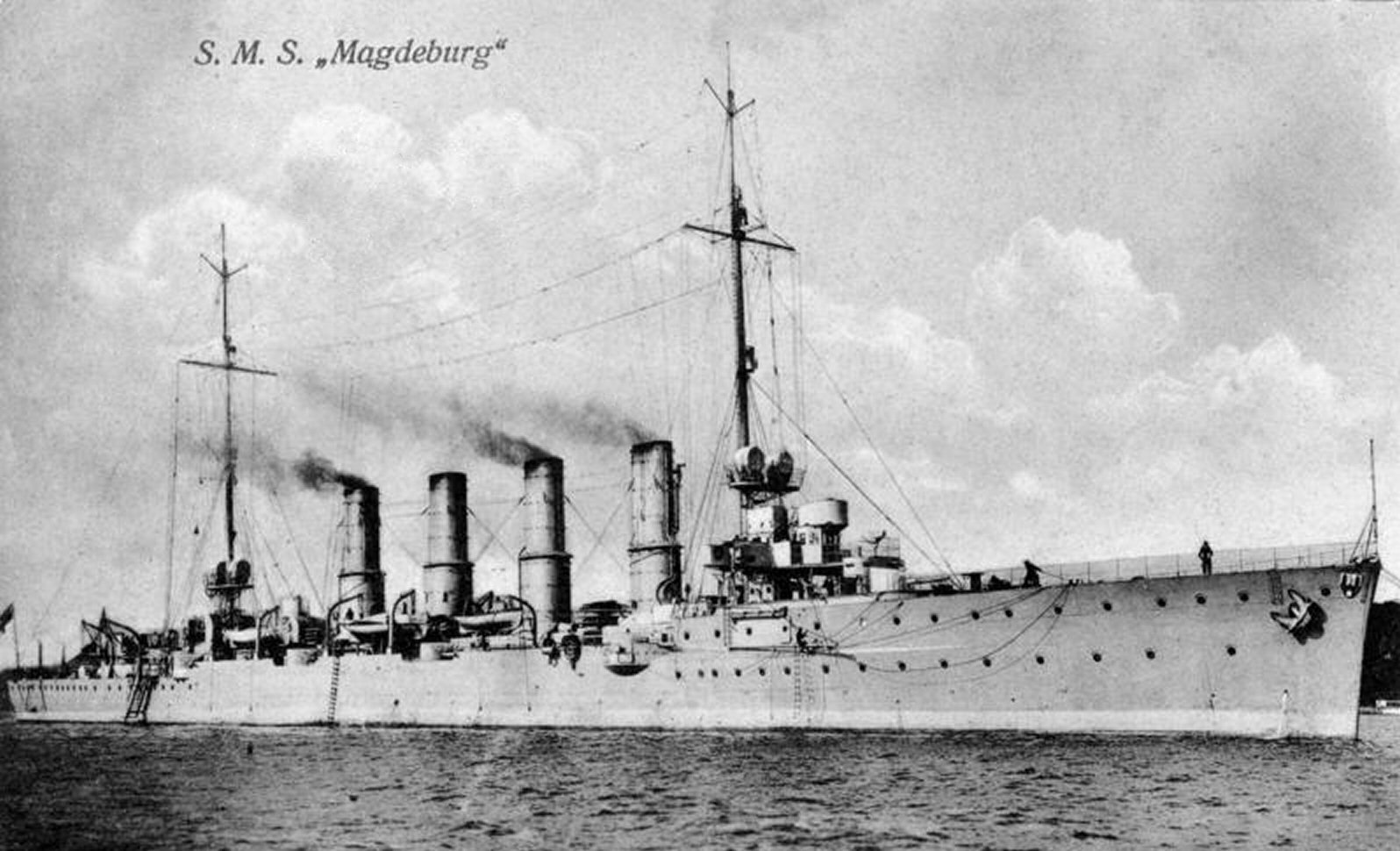
SMS Magdeburg. 1911

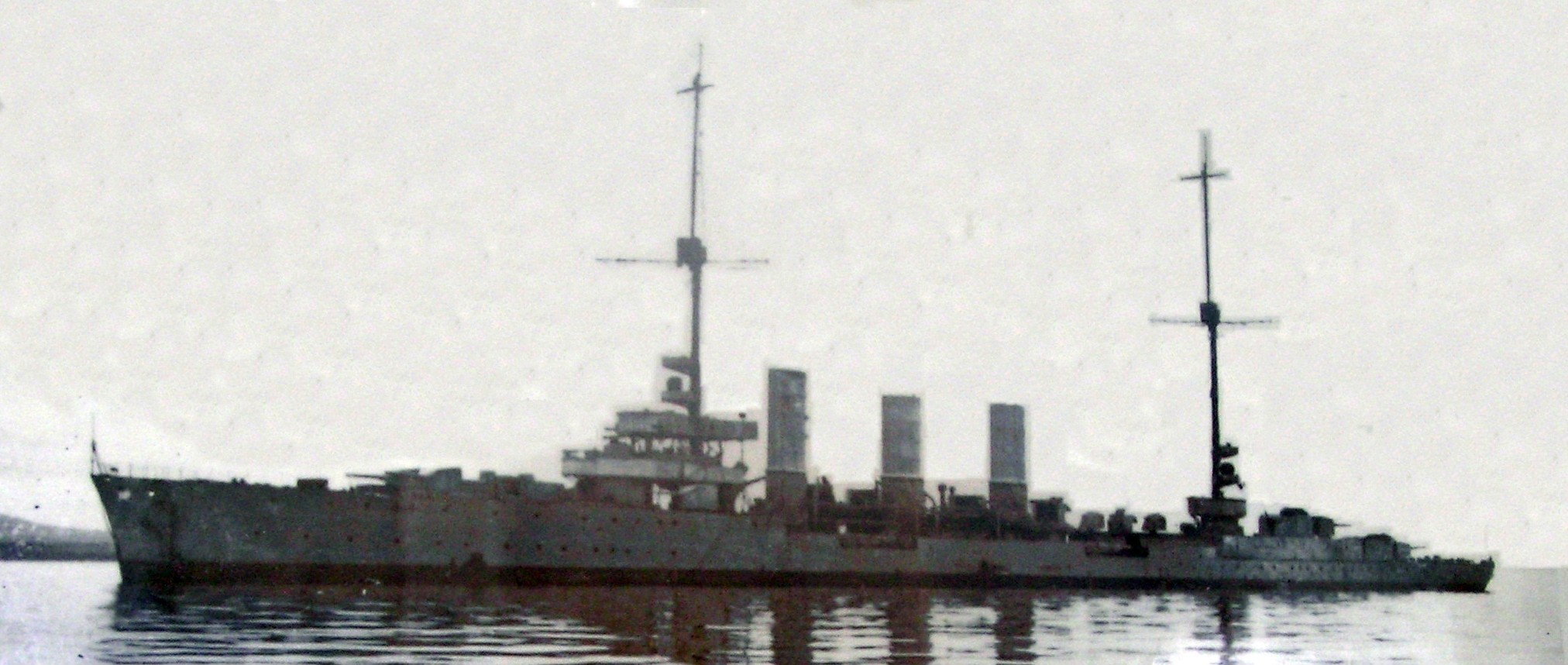
SMS Karlsruhe. 1919

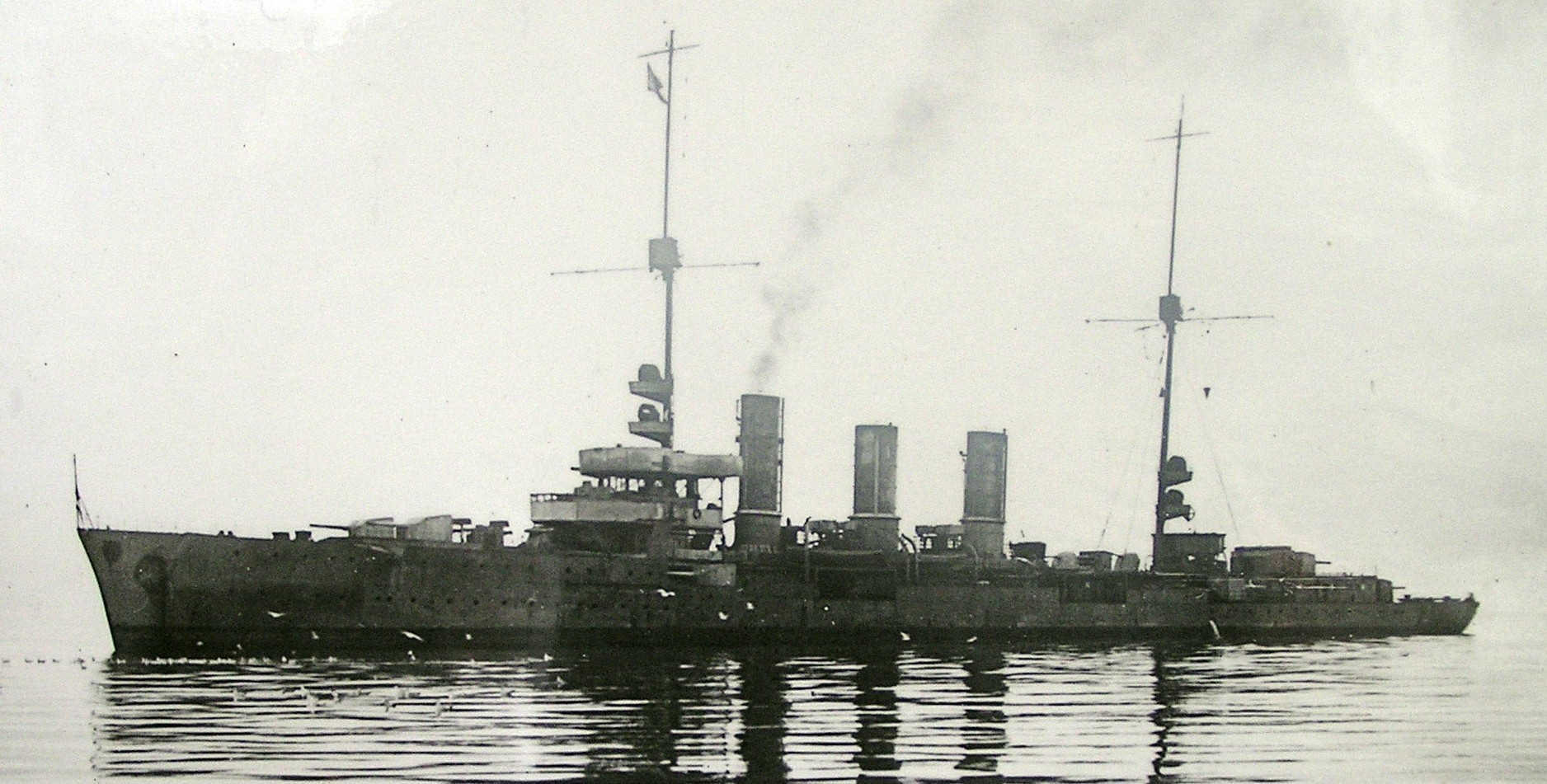
SMS Dresden. 1919

- - Клас «Газелле» (2.700 т, 10 x 105-мм)
- SMS Gazelle[en] (1898)
- SMS Niobe[en] (1898)
- SMS Nymphe[en] (1899)
- SMS Thetis[en] (1899)
- SMS Ariadne[en] (1900)
- SMS Amazone[en] (1900)
- SMS Medusa[en] (1901)
- SMS Frauenlob[en] (1902)
- SMS Arcona (1902)
- SMS Undine[en] (1902)
- Клас Bremen[en] (3.300 т, 10 x 105-мм, 2 x 150-мм)
- SMS Bremen[en] (1903)
- SMS Hamburg (1903)
- SMS Berlin[en] (1903)
- SMS Lübeck (1904)
- SMS München[en] (1904)
- SMS Leipzig (1905)
- SMS Danzig[en] (1905)
- Клас Königsberg[en] (3.400 т, 10 x 105-мм)
- SMS Königsberg (1905)
- SMS Stettin[en] (1907)
- SMS Stuttgart[en] (1906)

SMS Nürnberg (1906)
- - Клас Dresden (3.700 т, 10 x 105-мм)

SMS Dresden (1907)
- SMS Emden (1908)
- Клас Kolberg[en] (4.400 т, 12 x 105-мм)
- SMS Kolberg[en] (1908)
- SMS Mainz[en] (1909)

SMS Cöln (1909)
- SMS Augsburg (1909)
- Клас Magdeburg[en] (4.500 т, 12 x 105-мм, 7 x 150-мм)
- SMS Magdeburg[en] (1911)
- SMS Breslau[en] (1911)
- SMS Strassburg[en] (1911)
- SMS Stralsund[en] (1911)
- Клас Karlsruhe[en] (4.900 т 12 x 105- мм)
- SMS Karlsruhe[en] (1912)
- SMS Rostock[en] (1912)
- Клас Graudenz[en] (4.900 т 12 x 105-мм, 7 x 150-мм)
- SMS Graudenz (1913)
- SMS Regensburg[en] (1913)
- Клас Pillau[en] (4.400 т 8 x 150-мм)
- SMS Pillau (1914)
- SMS Elbing[en] (1914)
- Клас Wiesbaden[en] (5.000 т 8 x 150-мм)
- SMS Wiesbaden[en] (1915)
- SMS Frankfurt[en] (1915)
  - Клас Königsberg[en] (5.400 т 8 x 150-мм)

SMS Königsberg (1915)
SMS Karlsruhe (1916)
- SMS Emden (1916)[en] (1916)

SMS Nürnberg (1916)
- - Клас Cöln[en] (5.600 т 8 x 150-мм)

SMS Cöln (1916)
SMS Dresden (1917)

## Мінні крейсери
- Клас Nautilus[en] (2.000 т, 8 x 88-мм)
- SMS Nautilus[en] (1907)

SMS Albatross (1907)
- - Клас Brummer (4 400 т, 4 x 150-мм)
- SMS Brummer[en] (1915)
- SMS Bremse[en] (1915)

## Авіаносець
- - (12.585 т, 23-29 літаків)

I (1916) (1916) (не завершений)

## Авізо

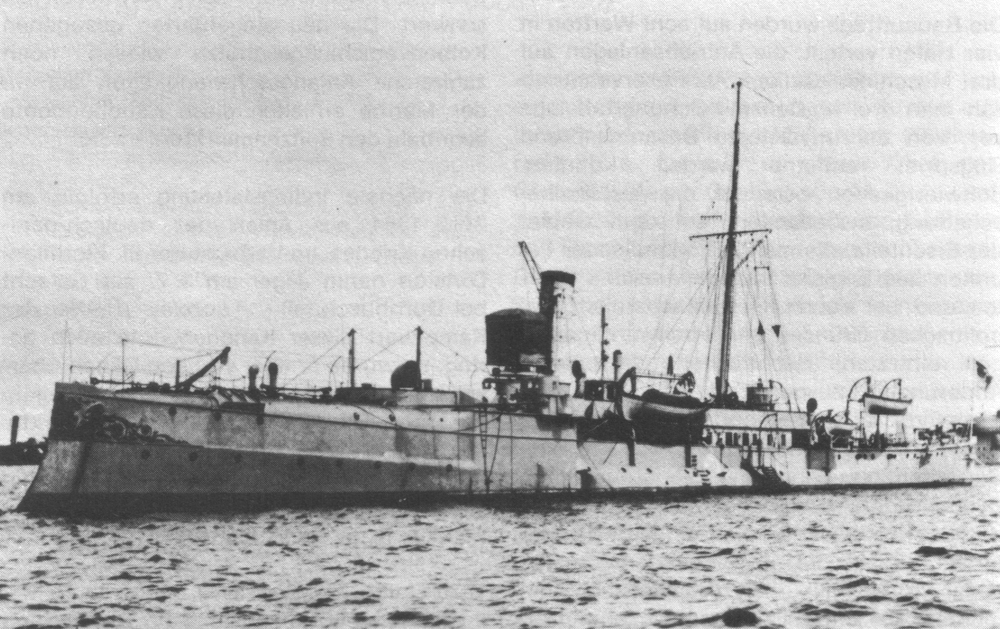
SMS Jagd. 1904

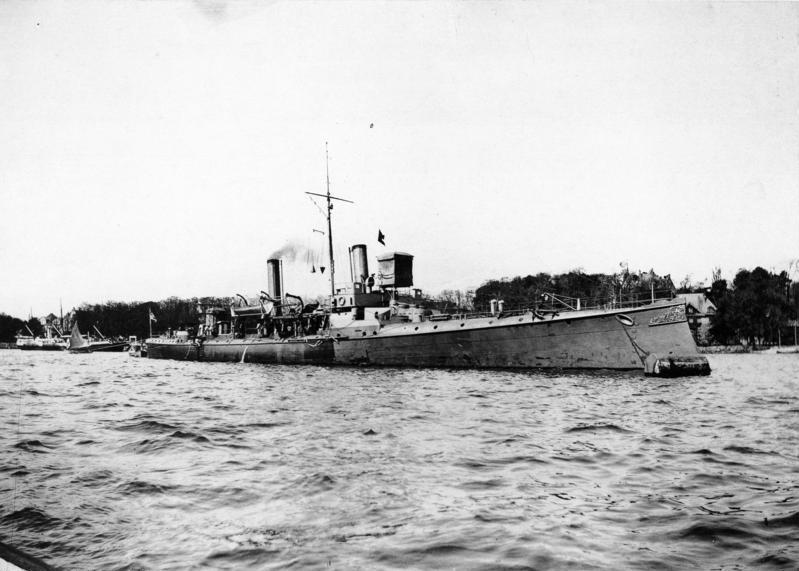
SMS Meteor. 1893

- - SMS Zieten[en] (1.152 т, 6 x 50-мм) (1876)
  - Клас «Blitz» (1.486 т, 6 x 88-мм)
- SMS Blitz[en] (1882)
- SMS Pfeil[en] (1882)
  - SMS Greif[en] (2.266 т, 2 x 105-мм, 8 × 88-мм) (1886)
- Клас Wacht[en] (1.499 т, 3 x 105-мм, 4 x 88-мм)
- SMS Wacht[en] (1887)
- SMS Jagd[en] (1888)
- Клас Meteor[en] (1.078 т, 4 x 88-мм)

SMS Meteor (1890)
- SMS Comet[en] (1892)
  - SMS Hela[en] (2.000 т, 4 x 88-мм) (1895)

## Канонерські човни

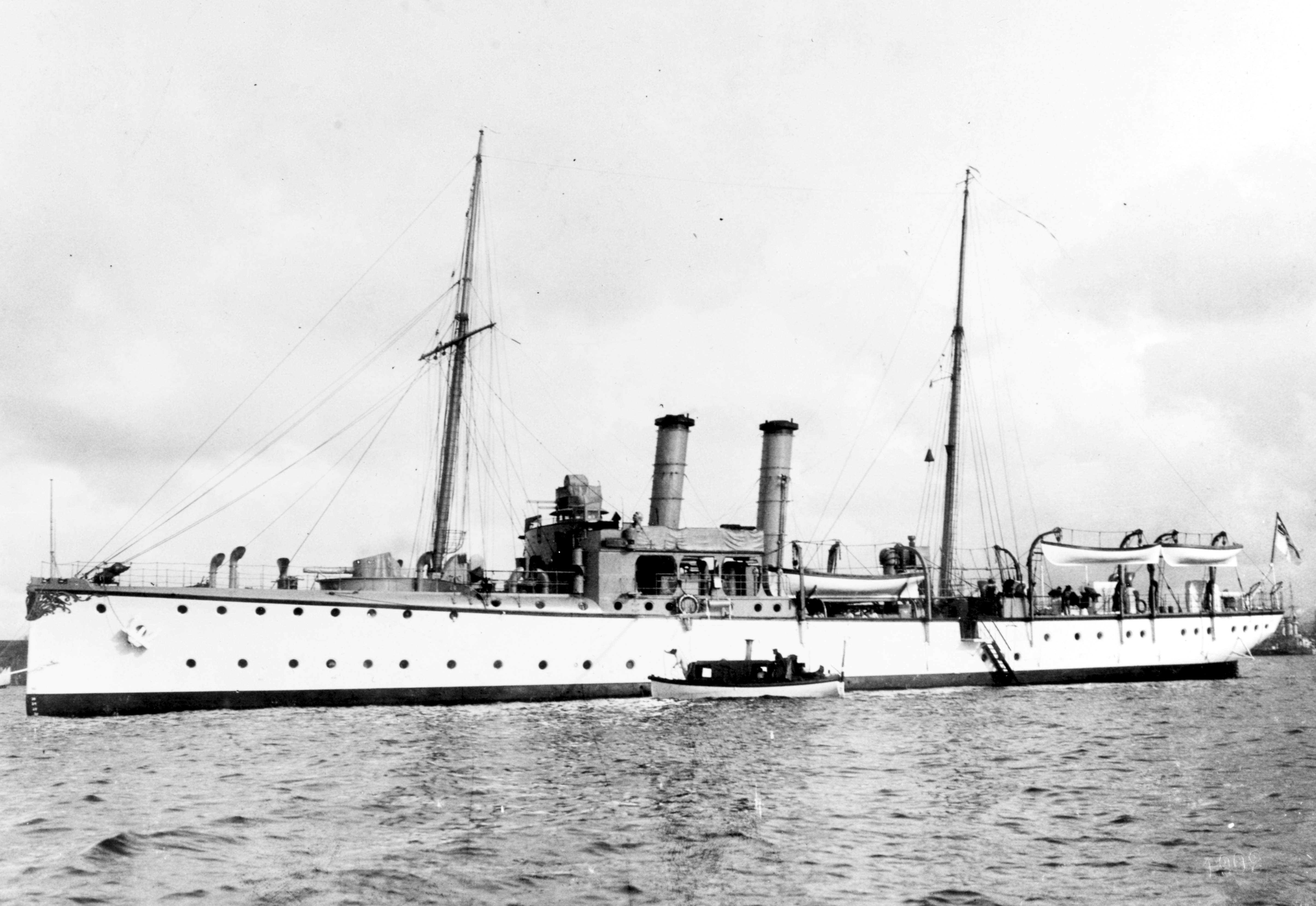
SMS Panther. 1901

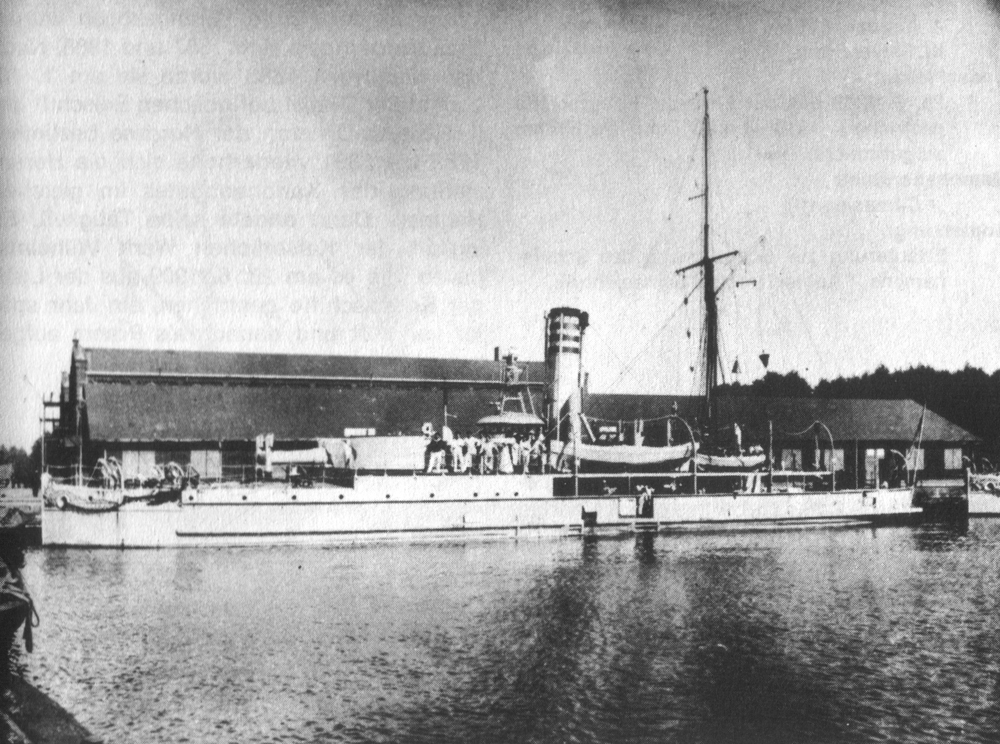
SMS Natter. 1880

- Клас Wespe[de] (1.163 т, 1 x 305-мм, 2 x 87-мм)

Wespe (корабель, 1877) (1877)
SMS Viper (1876)
SMS Biene (1876)
SMS Mücke (1877)
Scorpion  (1877)
Basilisk  (1878)
Camaeleon 
Crocodill 
Salamander 
Natter 
SMS Hummel (1881)
- - Клас Iltis (1.050 т, 2 x 105-мм, 4 x 88-мм)

SMS Iltis (1898)
SMS Jaguar (1898)
SMS Tiger (1899)
SMS Luchs (1899)
- SMS Panther (1901)

SMS Eber (1903)

## Корвети

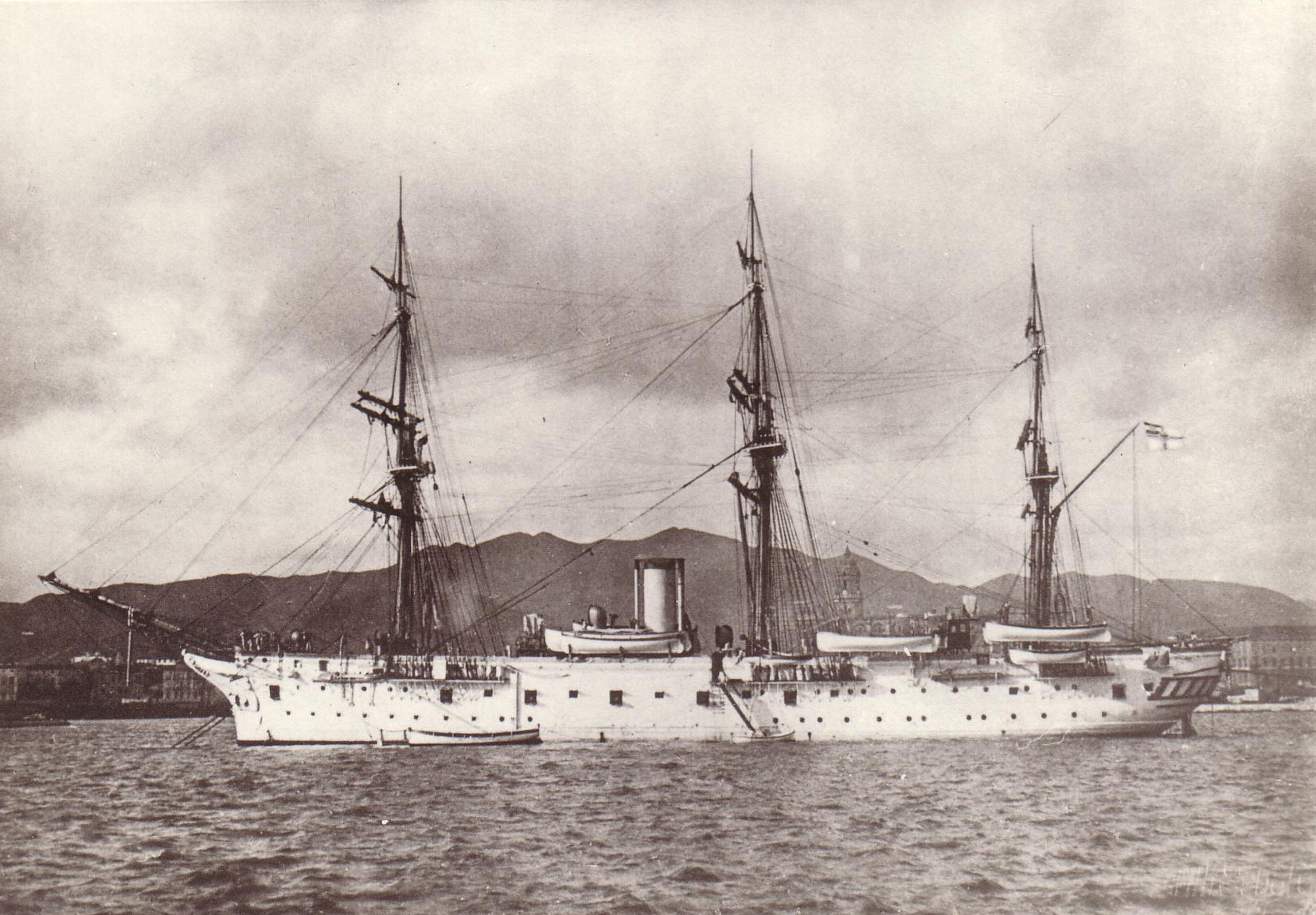
SMS Gneisenau. 1900

- Клас Bismarck[en] (3.386 т, 16 x 150-мм)

SMS Bismarck (1877)
SMS Blücher (1877)
SMS Stosch (1877)
SMS Moltke (1877)
SMS Gneisenau (1879)
- SMS Stein[en] (1879)

## Торпедні човни
- - Клас S90[de] (1898—1902)

SMS S90 — SMS S107
- - Клас G108 (1900—1902)
  - G108
- SMS G108 — SMS G113
  - Клас S114 (1902—1903)

S114 — S119
- - Клас S120 (1903—1904)
- SMS S120 — SMS S125
  - Клас S126 (1904—1905)
- SMS S126 — SMS S131
- Клас G132[en] (1905—1907)
- SMS G132 — SMS G136
- G 137
  - Клас S138 (1906—1908)

S138 — SMS S 148 — SMS G149
- - Клас V150 (1907—1908)
- V150 — SMS V160
  - Клас V161 (1907—1908)
- V161
  - Клас V162 (1908—1909)
- V162 — V164
  - Клас S165 (1908—1911)

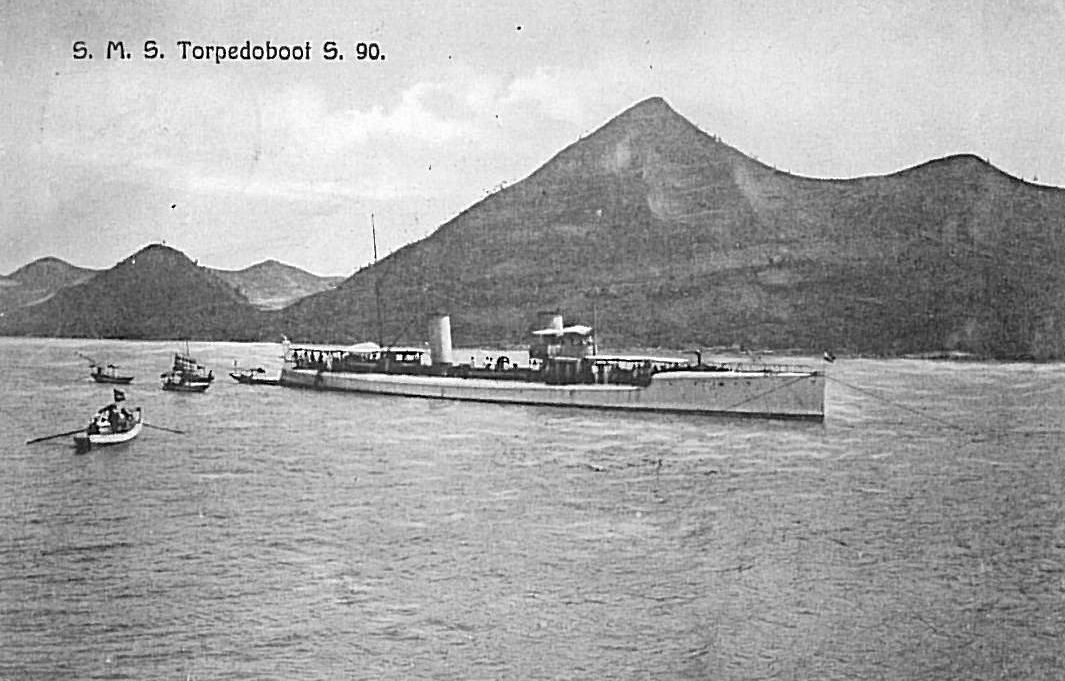
SMS S90. 1903

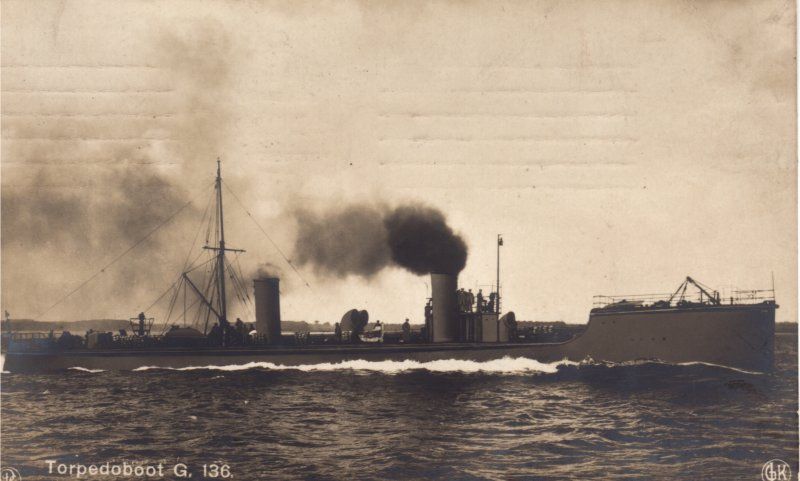
SMS G136. 1915

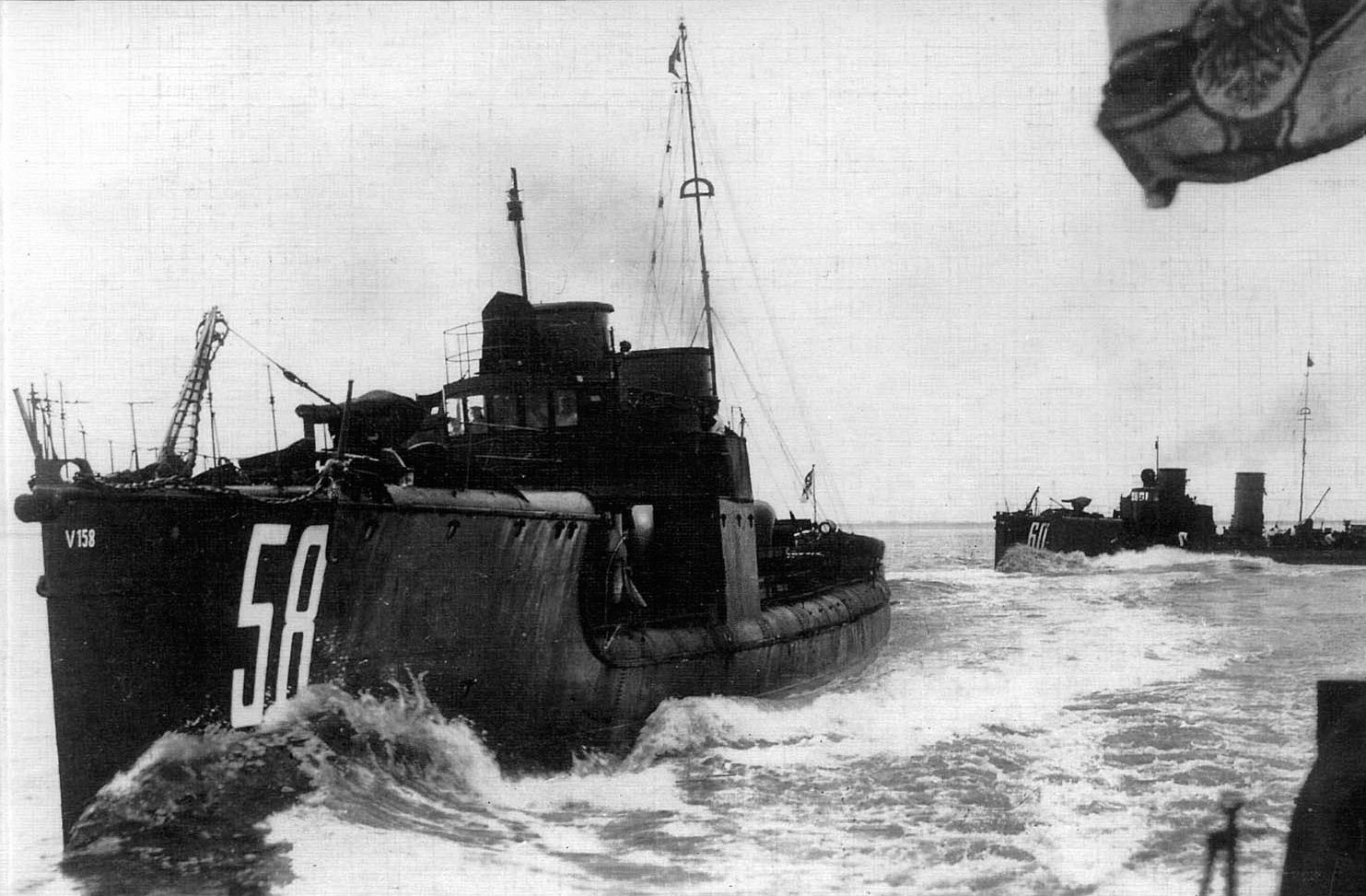
SMS V 158, SMS V 160. 1911

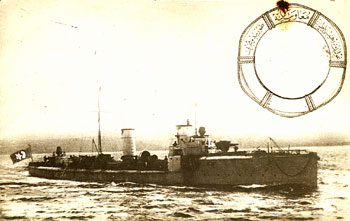
SMS S165. 1910

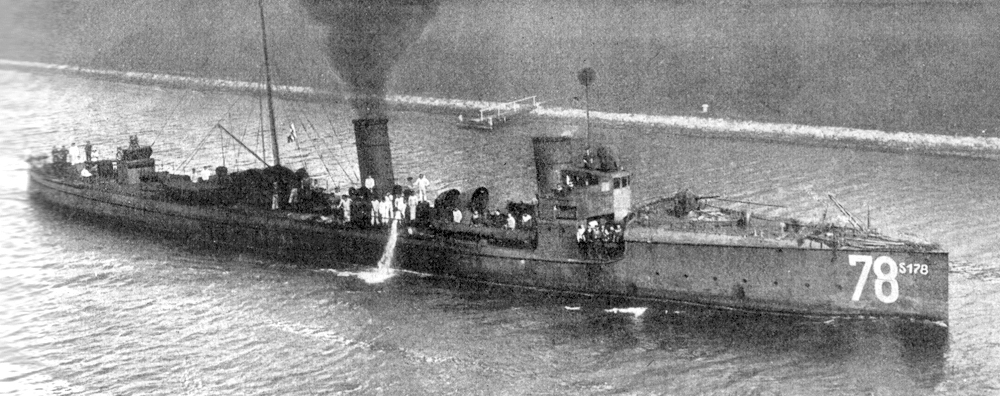
SMS S 178. 1913

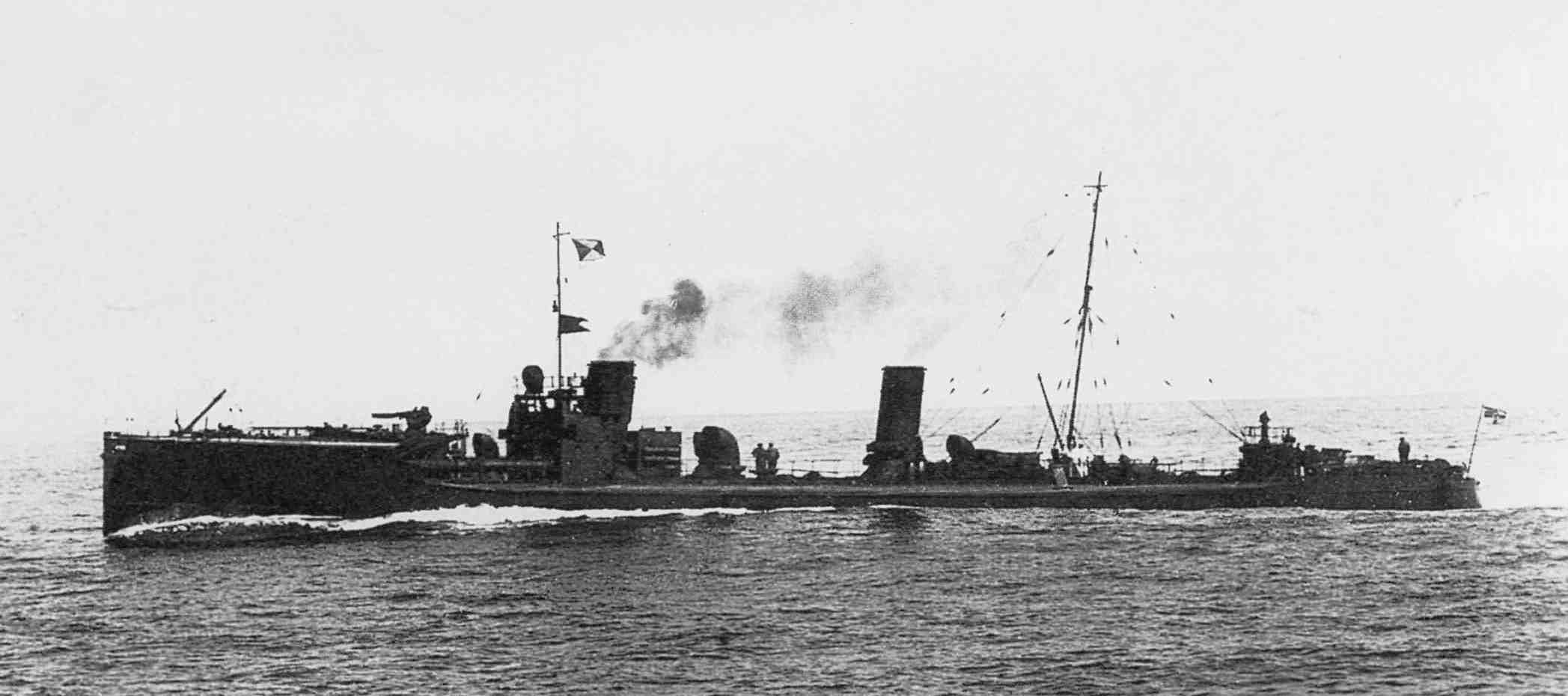
SMS V 186. 1918

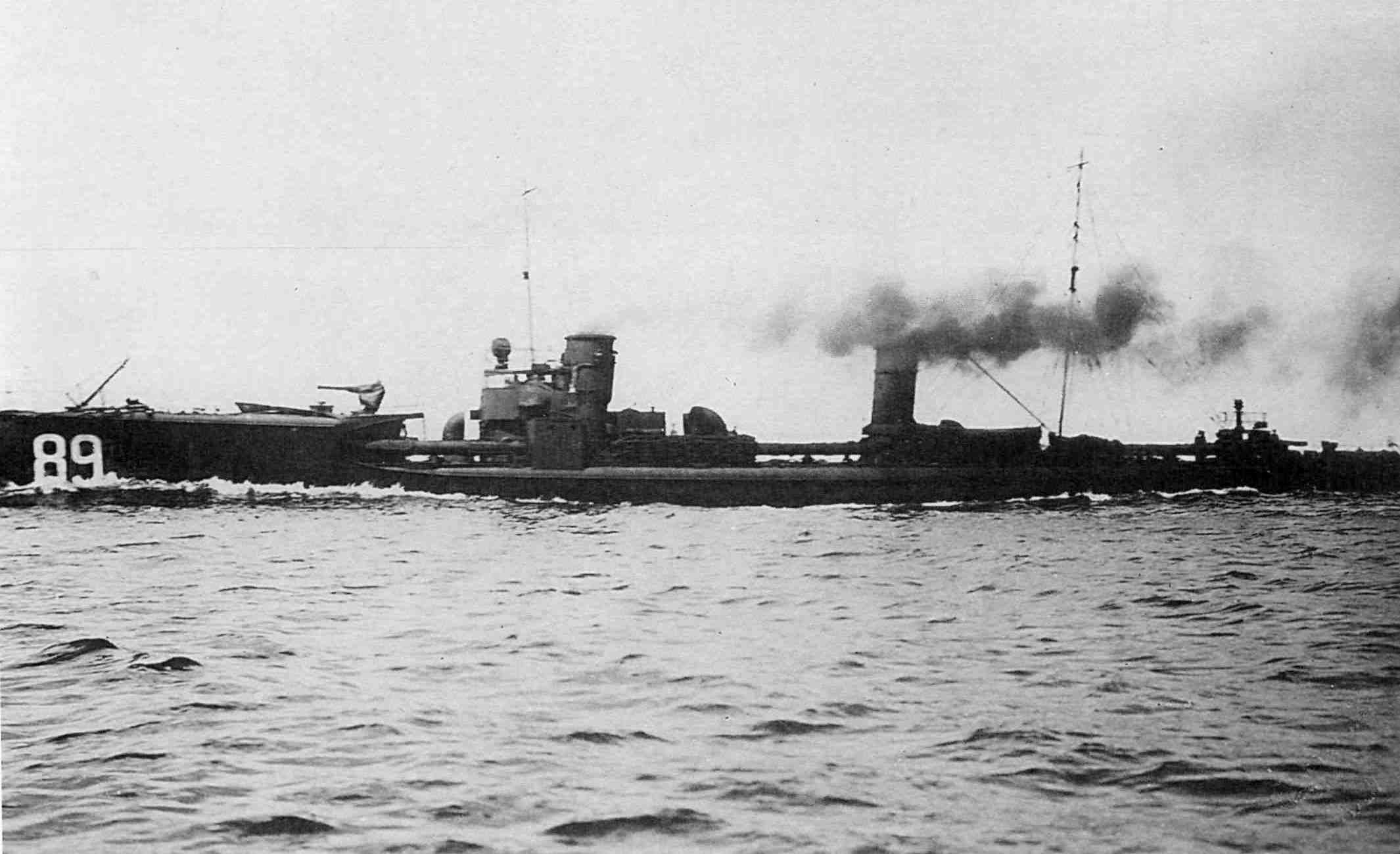
SMS V 189. 1911

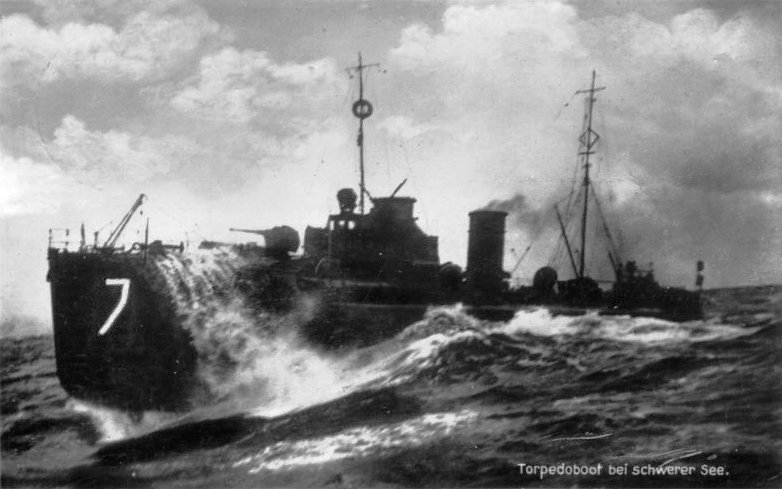
SMS G7. 1933

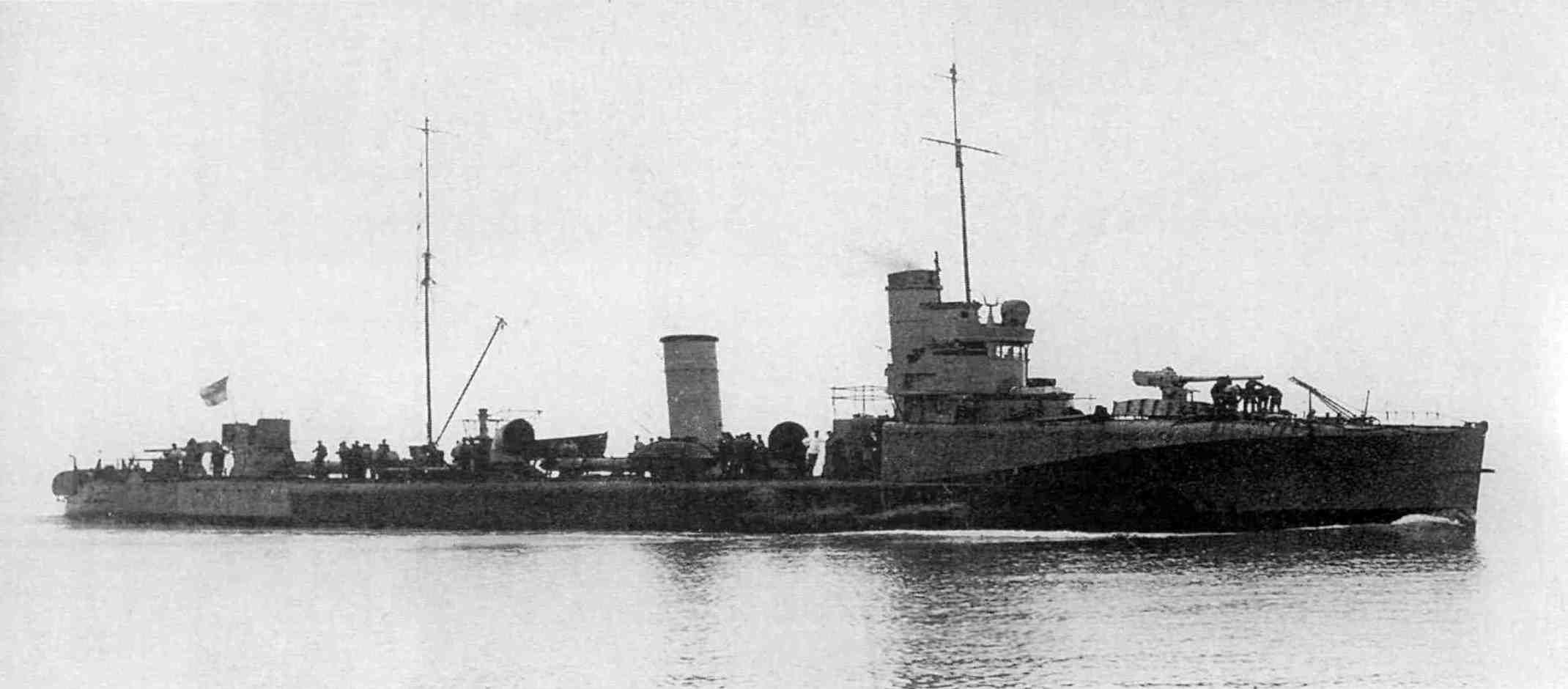
SMS S18. 1914

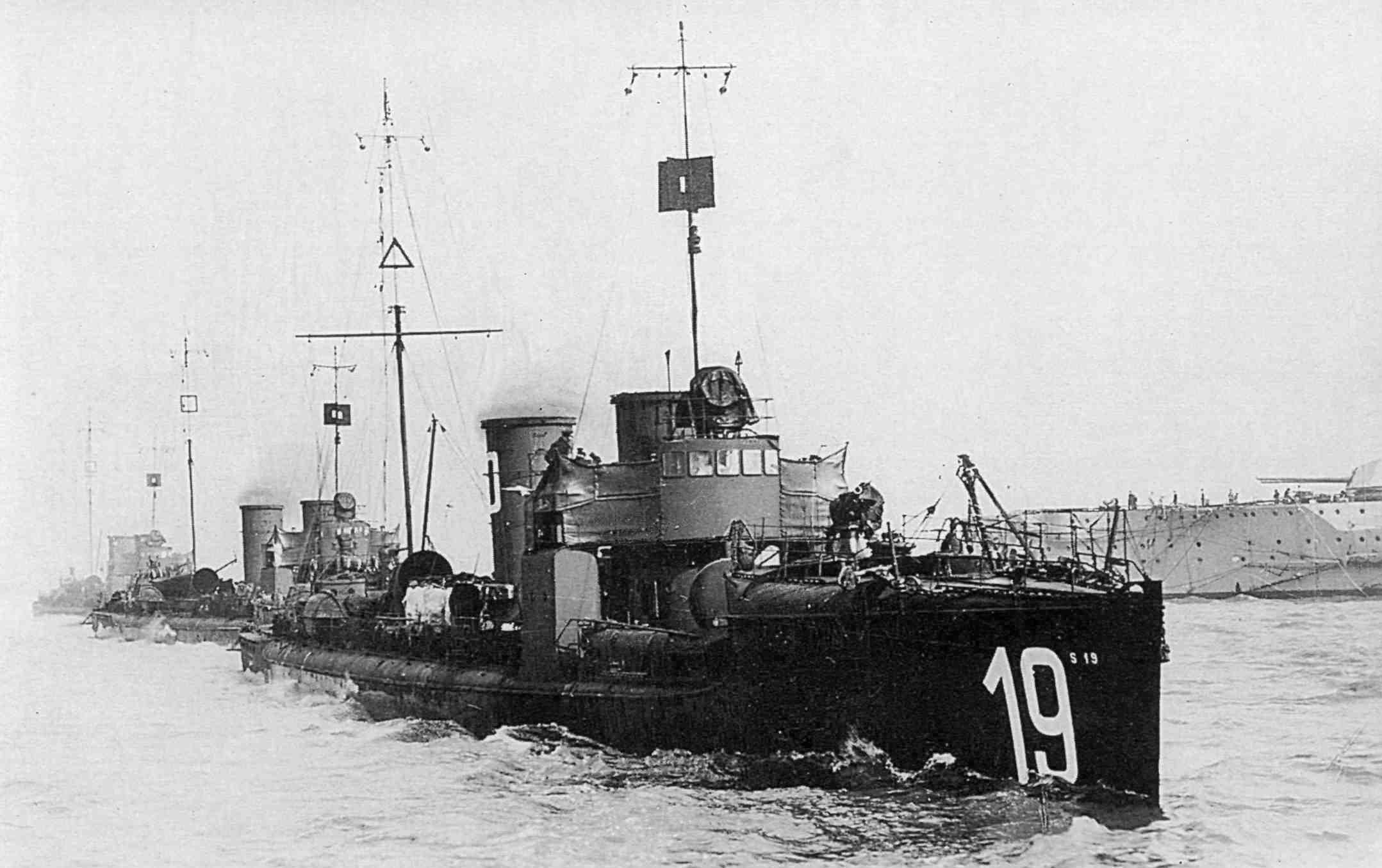
SMS S19. 1915

- S 165 • S 165 • SMS S 167 • SMS S 168
  - Клас G169 (1908—1911)
- G169 — SMS G175
  - Клас S176 (1909—1911)

S176 — S178 — S179
- - Клас V180 (1909—1911)

V180 — V190 • V191
- - Клас G192 (1910—1911)

G192 — SMS G194 — G197
- - Клас V1 (1911—1913)
- V1 — V6
  - Клас G7 (1911—1912)

G7 — G12
- - Клас S13 (1911—1913)

S13 • S15 — SMS S20 • SMS S 21 • SMS S22 — S24
- - Клас V25 (1913—1914)
- V25 — V30
  - Клас S31' (1913—1915)
- S31' — S36
  - Клас G37 (1914—1915)
- G37 — SMS G38[en] • SMS G39[en] • SMS G40[en] • SMS G41[en] • SMS G42[en] •
  - Клас G37 (1914—1915)
- G37 — SMS G38[en] • SMS G39[en] • SMS G40[en] • SMS G41[en] • SMS G42[en] •
  - Клас V43 (1914—1915)
- V43 — SMS V45[en] — SMS V48[en]
  - Клас S49 (1914—1916)
- S49 — S66
  - Клас V67 (1914—1916)
- V67 — V84
  - Клас G85 (1915—1916)
- G85[en] — G95
  - Клас G96 (1915—1916)
- G96
- Клас B97[de] (1914—1915)
- B97 — SMS B112
- Клас G101[de] (1914—1915)
- G101 — SMS G104
- Клас V105[de] (1914—1915)
- V105[en] — V106 — V107[en] — V108[en]
  - Клас S113 (1916—1918)
- S113 — S115
  - Клас V116 (1916—1918)
- SMS V116[en] — SMS V121
  - Клас B122 (1916—1918)
- B122 — B124
  - Клас V125 (1916—1918)
- V125 — V130 • V140 — V144
  - Клас S131 (1916—1918)
- S131 — S139
  - Клас H145 (1917—1918)
- H145 — H147
  - Клас G148 (1917—1918)
- G148 — G150
  - Клас S152
- S152 — SMS S157
  - Клас V158 (1917—1918)
- V158 — SMS V165
  - Клас H166 (1917—1918)
- H166 — Н169
  - Клас V170 (1918)
- V170 — SMS V177 • SMS V203 — SMS V210
  - Клас S178 (1918)
- S178 — SMS S185 • SMS S211 — SMS S223
  - Клас H186 (1918)
- H186 — SMS H202